# Tarragona
Tarragona es una ciudad y municipio español, capital de la provincia de Tarragona y de la comarca del Tarragonés, situada en el sur de la comunidad autónoma de Cataluña. Durante la época del Imperio romano fue una de las ciudades más destacadas de la península ibérica, como capital, sucesivamente, de las provincias romanas de Hispania Citerior e Hispania Tarraconensis.
El municipio cuenta con una población de 141 542 habitantes (2021). Su ubicación a la orilla del Mediterráneo, en la Costa Dorada, con playas de aguas cálidas y centros de recreo, así como su tradición histórica y patrimonio artístico, la convierten en un centro de atracción turística de primer orden. Su origen se remonta a la antigua Tarraco romana, capital de la Hispania Citerior Tarraconensis. El «Conjunto arqueológico de Tarraco» está declarado Patrimonio de la Humanidad por la Unesco. En 2018 se disputaron en esta ciudad los XVIII Juegos Mediterráneos.

## Geografía
Capital de la comarca de Tarragonés, se sitúa a 95 km de Barcelona y Lérida, a 188 km de Castellón de la Plana, a 236 km de Zaragoza y a 283 km de Teruel.
| Noroeste: Reus y Constantí | Norte: Pallaresos y Catllar | Nordeste: La Riera        |
| Oeste: Reus                |                             | Este: Altafulla           |
| Suroeste: Vilaseca         | Sur: mar Mediterráneo       | Sureste: mar Mediterráneo |

### Relieve
Tarragona conforma un municipio largo y estrecho, paralelo a la línea de costa, que queda dividido por el curso bajo y la desembocadura del río Francolí. El territorio está formado por un relieve interrumpido por pequeños valles y barrancos. La propia ciudad se encuentra en un mirador natural sobre la Costa Daurada. Dentro de su término municipal se encuentran los espacios naturales de la desembocadura del río Gaià o el de la costa de Tamarit-Punta de la Móra. El interior del municipio está marcado por la presencia de los contrafuertes de las sierras litorales catalanas, como es el caso de los Alts de la Bassa Closa. La altitud oscila entre los 176 m al norte (Alts de la Bassa Closa) y el nivel del mar. El casco histórico de la ciudad se alza a 69 m sobre el nivel del mar.

### Clima
Tarragona posee un clima mediterráneo típico que, de acuerdo con la clasificación climática de Köppen corresponde con el clima mediterráneo Csa. La temperatura media anual es de 16 °C y la precipitación supera ligeramente los 500 mm. Los inviernos son suaves y los veranos son calurosos. Las precipitaciones son irregulares, tanto dentro de un mismo año como entre diferentes años, si bien se observa un patrón según el cual la estación más seca suele ser el verano, seguido del invierno; primavera y otoño suelen registrar las mayores precipitaciones, especialmente este último. La posibilidad de precipitación se extiende durante todo el año y frecuentemente alcanza una intensidad elevada o muy elevada, aunque el episodio lluvioso suele durar poco. El carácter tormentoso de las precipitaciones suele ser más alto en verano, seguido de otoño, primavera e invierno, mientras que la precipitación tipo chubasco es más habitual en orden inverso al expuesto. La nieve no es muy rara, pero no suele caer con suficiente intensidad o duración como para cubrir el suelo, lo cual la convierte en un fenómeno subjetivamente percibido como mucho más infrecuente de lo que en realidad es. Los registros de precipitación, disponibles desde finales del siglo XVIII aunque con discontinuidades frecuentes y a veces prolongadas, indican unos valores extremos comprendidos entre los 300 y los 700 mm anuales. El promedio anual de días lluviosos es de 56,8.
Las temperaturas presentan una pauta más regular. Las heladas son infrecuentes y algunos años no llegan a registrarse. Las temperaturas máximas en los días más calurosos del año no acostumbran a superar demasiado los 30 °C. Valores superiores a los 35 °C no son raros, aunque son de muy breve duración. Los valores extremos registrados son: -6,5 °C (1956, en la estación climatológica del aeropuerto de Reus) y 39 °C (2010). El viento dominante es el Mestral (NO), seco y frío si es de componente marcado del N y más suave, incluso casi cálido, a medida que rola a componente O. En verano suele predominar un régimen de brisas.
| Parámetros climáticos promedio de observatorio de Aeropuerto de Reus (municipio de Reus) (71 m s. n. m. ) (1991-2020, extremas: 1952-presente) | Parámetros climáticos promedio de observatorio de Aeropuerto de Reus (municipio de Reus) (71 m s. n. m. ) (1991-2020, extremas: 1952-presente) | Parámetros climáticos promedio de observatorio de Aeropuerto de Reus (municipio de Reus) (71 m s. n. m. ) (1991-2020, extremas: 1952-presente) | Parámetros climáticos promedio de observatorio de Aeropuerto de Reus (municipio de Reus) (71 m s. n. m. ) (1991-2020, extremas: 1952-presente) | Parámetros climáticos promedio de observatorio de Aeropuerto de Reus (municipio de Reus) (71 m s. n. m. ) (1991-2020, extremas: 1952-presente) | Parámetros climáticos promedio de observatorio de Aeropuerto de Reus (municipio de Reus) (71 m s. n. m. ) (1991-2020, extremas: 1952-presente) | Parámetros climáticos promedio de observatorio de Aeropuerto de Reus (municipio de Reus) (71 m s. n. m. ) (1991-2020, extremas: 1952-presente) | Parámetros climáticos promedio de observatorio de Aeropuerto de Reus (municipio de Reus) (71 m s. n. m. ) (1991-2020, extremas: 1952-presente) | Parámetros climáticos promedio de observatorio de Aeropuerto de Reus (municipio de Reus) (71 m s. n. m. ) (1991-2020, extremas: 1952-presente) | Parámetros climáticos promedio de observatorio de Aeropuerto de Reus (municipio de Reus) (71 m s. n. m. ) (1991-2020, extremas: 1952-presente) | Parámetros climáticos promedio de observatorio de Aeropuerto de Reus (municipio de Reus) (71 m s. n. m. ) (1991-2020, extremas: 1952-presente) | Parámetros climáticos promedio de observatorio de Aeropuerto de Reus (municipio de Reus) (71 m s. n. m. ) (1991-2020, extremas: 1952-presente) | Parámetros climáticos promedio de observatorio de Aeropuerto de Reus (municipio de Reus) (71 m s. n. m. ) (1991-2020, extremas: 1952-presente) | Parámetros climáticos promedio de observatorio de Aeropuerto de Reus (municipio de Reus) (71 m s. n. m. ) (1991-2020, extremas: 1952-presente) |
| Mes | Ene. | Feb. | Mar. | Abr. | May. | Jun. | Jul. | Ago. | Sep. | Oct. | Nov. | Dic. | Anual |
| --- | --- | --- | --- | --- | --- | --- | --- | --- | --- | --- | --- | --- | --- |
| Temp. máx. abs. (°C) | 24.7 | 25.0 | 27.7 | 30.2 | 33.4 | 36.9 | 38.8 | 39.8 | 34.5 | 32.5 | 28.8 | 23.7 | 39.8 |
| Temp. máx. media (°C) | 14.5 | 15.4 | 17.7 | 19.7 | 23.1 | 27.1 | 29.8 | 30.2 | 26.7 | 22.9 | 18.0 | 15.0 | 21.7 |
| Temp. media (°C) | 9.2 | 9.9 | 12.2 | 14.3 | 17.8 | 21.8 | 24.7 | 25.2 | 21.7 | 17.9 | 12.8 | 9.8 | 16.5 |
| Temp. mín. media (°C) | 3.8 | 4.3 | 6.6 | 8.9 | 12.4 | 16.5 | 19.6 | 20.1 | 16.7 | 12.8 | 7.6 | 4.6 | 11.2 |
| Temp. mín. abs. (°C) | -7.6 | -8.0 | -5.4 | -2.5 | 3.6 | 7.4 | 10.5 | 10.8 | 5.5 | 0.2 | -4.0 | -7.5 | -8.0 |
| Precipitación total (mm) | 29 | 24 | 34 | 41 | 45 | 22 | 15 | 36 | 73 | 73 | 48 | 34 | 478 |
| Días de precipitaciones (≥ 1 mm) | 3.7 | 3.1 | 3.9 | 5.0 | 4.8 | 2.9 | 2.1 | 3.1 | 4.9 | 5.6 | 4.6 | 3.8 | 47.4 |
| Días de nevadas (≥ 0.01 mm) | 0.1 | 0.1 | 0.1 | 0.0 | 0.0 | 0.0 | 0.0 | 0.0 | 0.0 | 0.0 | 0.0 | 0.0 | 0.4 |
| Horas de sol | 167 | 178 | 211 | 231 | 264 | 294 | 319 | 276 | 222 | 189 | 165 | 158 | 2666 |
| Humedad relativa (%) | 68 | 66 | 65 | 65 | 63 | 60 | 60 | 63 | 67 | 72 | 70 | 70 | 66 |
| Fuente: Agencia Estatal de Meteorología | | | | | | | | | | | | | |

| Parámetros climáticos promedio de Tarragona (1971-2000) | Parámetros climáticos promedio de Tarragona (1971-2000) | Parámetros climáticos promedio de Tarragona (1971-2000) | Parámetros climáticos promedio de Tarragona (1971-2000) | Parámetros climáticos promedio de Tarragona (1971-2000) | Parámetros climáticos promedio de Tarragona (1971-2000) | Parámetros climáticos promedio de Tarragona (1971-2000) | Parámetros climáticos promedio de Tarragona (1971-2000) | Parámetros climáticos promedio de Tarragona (1971-2000) | Parámetros climáticos promedio de Tarragona (1971-2000) | Parámetros climáticos promedio de Tarragona (1971-2000) | Parámetros climáticos promedio de Tarragona (1971-2000) | Parámetros climáticos promedio de Tarragona (1971-2000) | Parámetros climáticos promedio de Tarragona (1971-2000) |
| Mes                                                     | Ene.                                                    | Feb.                                                    | Mar.                                                    | Abr.                                                    | May.                                                    | Jun.                                                    | Jul.                                                    | Ago.                                                    | Sep.                                                    | Oct.                                                    | Nov.                                                    | Dic.                                                    | Anual                                                   |
| ------------------------------------------------------- | ------------------------------------------------------- | ------------------------------------------------------- | ------------------------------------------------------- | ------------------------------------------------------- | ------------------------------------------------------- | ------------------------------------------------------- | ------------------------------------------------------- | ------------------------------------------------------- | ------------------------------------------------------- | ------------------------------------------------------- | ------------------------------------------------------- | ------------------------------------------------------- | ------------------------------------------------------- |
| Temp. máx. abs. (°C)                                    | 20.8                                                    | 24.0                                                    | 28.2                                                    | 29.1                                                    | 30.6                                                    | 31.3                                                    | 34.5                                                    | 35.2                                                    | 33.3                                                    | 30.7                                                    | 25.5                                                    | 21.0                                                    | 35.2                                                    |
| Temp. máx. media (°C)                                   | 12.4                                                    | 15.2                                                    | 17.8                                                    | 19.5                                                    | 22.1                                                    | 25.6                                                    | 29.3                                                    | 30.2                                                    | 27.6                                                    | 22.4                                                    | 16.4                                                    | 12.7                                                    | 21.0                                                    |
| Temp. media (°C)                                        | 10.0                                                    | 11.9                                                    | 14.1                                                    | 15.9                                                    | 18.8                                                    | 22.5                                                    | 25.9                                                    | 26.7                                                    | 24.0                                                    | 19.1                                                    | 13.9                                                    | 10.7                                                    | 17.8                                                    |
| Temp. mín. media (°C)                                   | 7.5                                                     | 8.7                                                     | 10.4                                                    | 12.2                                                    | 15.5                                                    | 19.4                                                    | 22.5                                                    | 23.2                                                    | 20.3                                                    | 15.8                                                    | 11.3                                                    | 8.7                                                     | 14.7                                                    |
| Temp. mín. abs. (°C)                                    | -1.6                                                    | -1.0                                                    | 0.6                                                     | 4.5                                                     | 9.0                                                     | 12.6                                                    | 16.0                                                    | 14.3                                                    | 13.0                                                    | 7.3                                                     | 2.7                                                     | -1.0                                                    | -1.6                                                    |
| Precipitación total (mm)                                | 37.2                                                    | 19.1                                                    | 36.6                                                    | 38.2                                                    | 53.2                                                    | 33.3                                                    | 15.7                                                    | 52.8                                                    | 68.2                                                    | 63.7                                                    | 46.9                                                    | 44.7                                                    | 509.0                                                   |
| Días de precipitaciones (≥ 1 mm)                        | 5.0                                                     | 3.5                                                     | 4.8                                                     | 5.8                                                     | 6.1                                                     | 3.9                                                     | 2.7                                                     | 4.3                                                     | 4.8                                                     | 5.8                                                     | 5.0                                                     | 5.1                                                     | 56.8                                                    |
| Fuente: Servei Meteorològic de Catalunya                |                                                         |                                                         |                                                         |                                                         |                                                         |                                                         |                                                         |                                                         |                                                         |                                                         |                                                         |                                                         |                                                         |

### Costa
Tarragona es famosa por su clima y patrimonio que atraen a los turistas; la ciudad es conocida, junto al municipio de Salou, como Costa Dorada.

## Historia

### Edad Media

#### Alta Edad Media (siglosVIII-XI)
Tarragona fue conquistada por los árabo-bereberes en una fecha variable según autores, entre el 714 y el 716. Ha sido objeto de debate si la conquista fue pacífica o tras un asedio y posterior saqueo. Esa última tesis estaría avalada por la bien documentada huida del obispo Próspero, pero por otra parte no se han encontrado indicios arqueológicos que demuestren una interrupción súbita de la vida ciudadana. La falta de unos titulares episcopales, así como una situación excéntrica y periférica en relación con los centros de poder tanto andalusíes como cristianos, explicarían una decadencia rápida seguida de varios siglos de irrelevancia, lejos de una despoblación completa pero sin alcanzar una realidad plenamente urbana.
El valor simbólico de la antigua Tarraco, pudo actuar como incentivo para una estabilidad en el dominio cristiano, pero otros factores actuarían en contra. Hay indicios de intentos de recuperación del dominio cristiano (Reconquista) desde el siglo IX bajo Carlomagno, pero las campañas que originarán la Marca Hispánica no alcanzaron a consolidar el dominio cristiano seguro y estable de la ciudad. Borrell II se proclamó Príncipe de Tarragona en el 960, pero los sucesivos intentos de consolidación del dominio cristiano sobre la ciudad demuestran lo precario que fue ese dominio, al menos hasta el siglo XI.

#### Baja Edad Media (siglosXII-XV)

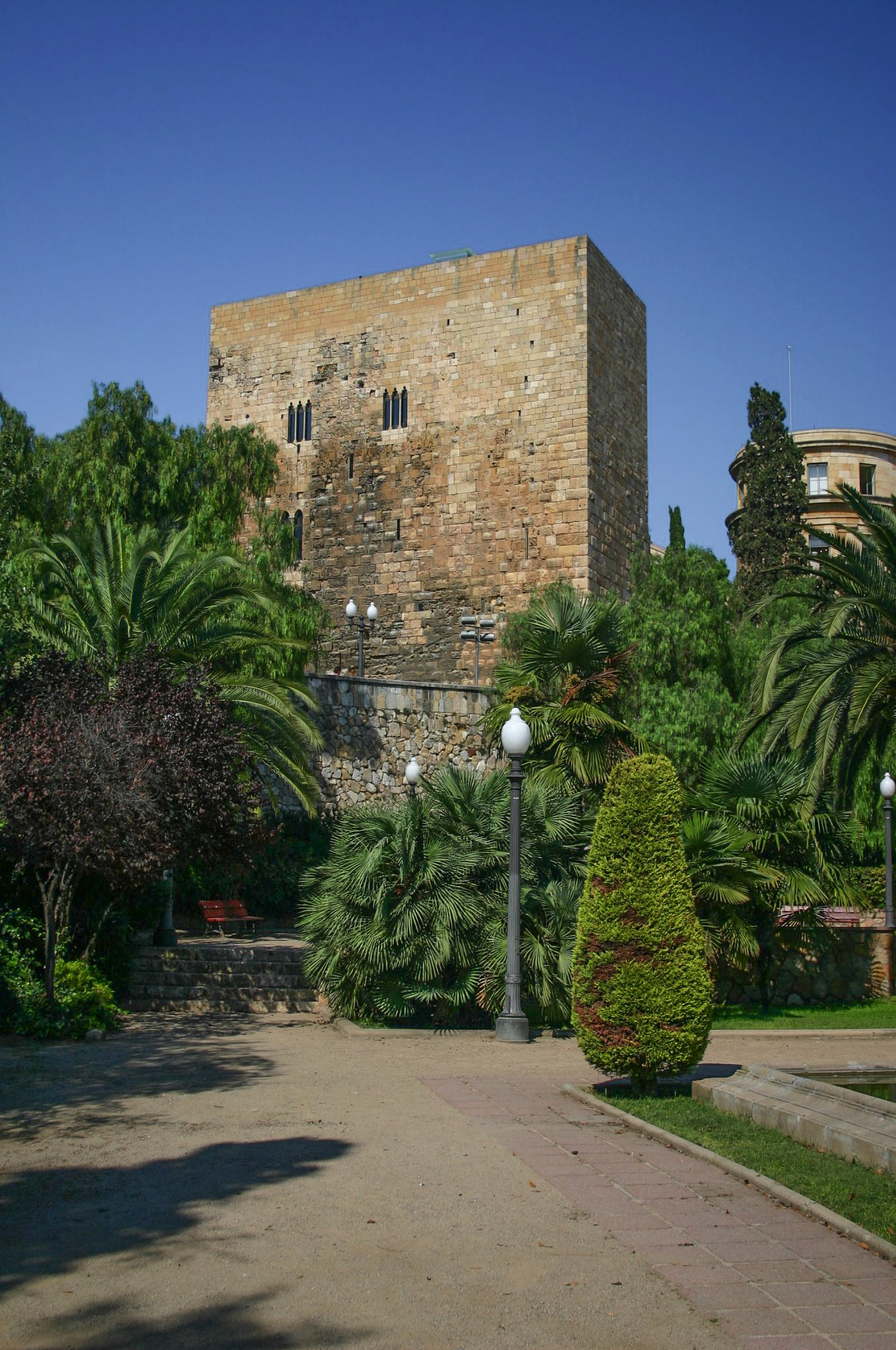
Torre romana del Pretorio, usada en la Edad Media como castillo

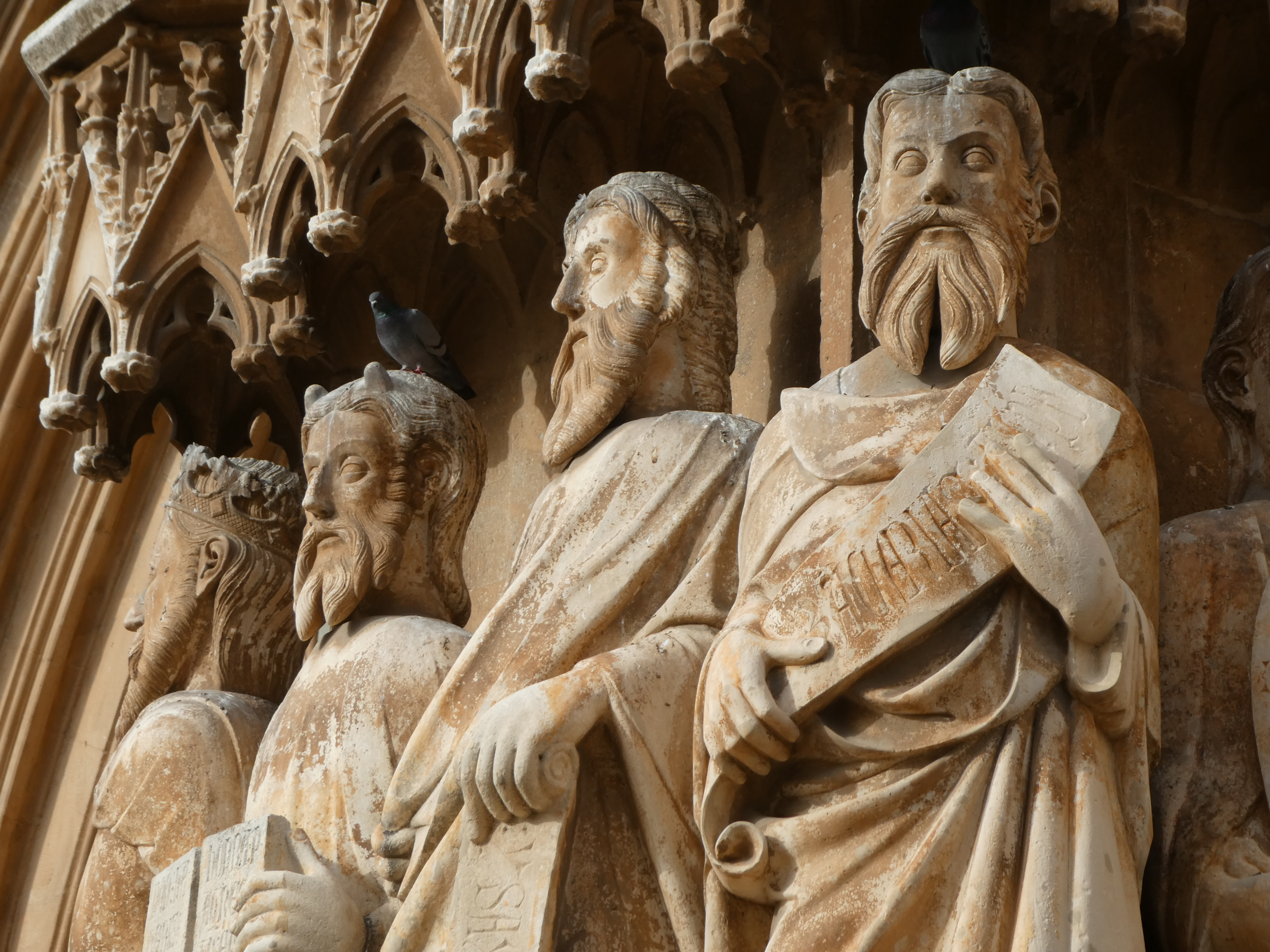
Esculturas góticas de profetas en la puerta principal de la catedral

En 1129, san Olegario, arzobispo de Tarragona, cedió la ciudad como un principado eclesiástico al mercenario normando Robert Bordet, que había servido a las órdenes de Alfonso I de Aragón. El 14 de marzo de 1129, este caballero fue nombrado Príncipe de Tarragona mediante un pacto de vasallaje. A partir de la infeudación del Principado de Tarragona, los normandos, comandados por Bordet, se instalaron en la ciudad. Robert Bordet aprovechó una antigua torre romana todavía en pie, la actual Torre del Pretorio, para establecer su castillo. Se iniciaba así un primer proceso de colonización de la ciudad, dirigido sobre el terreno por Robert, pero controlado desde Barcelona por el arzobispo.
La situación en la ciudad se complicó con la muerte de San Olegario. En 1146, su sucesor, Bernat Tort, un hombre de confianza del Conde de Barcelona, se estableció en la ciudad. Se iniciaba así un proceso marcado por continuos conflictos jurisdiccionales que culminaron con la extinción del principado y la restitución al Conde de Barcelona en 1151.
La Tarragona de finales del siglo XII ya era un núcleo urbano plenamente consolidado que se había convertido en el centro director de un amplio territorio. En 1148 el gobierno local se había reordenado y el consejo de habitantes de la ciudad participaba intensamente en la vida urbana. La ciudad creció y ocupó toda el área interna del Foro provincial de Tarraco, manteniendo así la estructura arquitectónica heredada de la época romana. La ciudad del siglo XII surgió, pues, en el área de grandes monumentos, alrededor de los castillos señoriales. A partir de 1146 se ocupó el área del recinto de culto de época romana, un sector que tomó especial relieve con el inicio de la construcción de la catedral en 1171, y que se convirtió en el eje vertebrador de la ciudad a partir de su consagración en 1331.
Fuera del recinto defensivo de esta primera época, había tres áreas claramente diferenciadas: en primer lugar, el Corral, el antiguo circo romano, que se convirtió en un burgo extramuros con un mínimo de población y destinado principalmente a actividades comerciales e industriales. En segundo lugar, la Vila Nova que era el área que se prolongaba desde el Corral hasta el puerto y estaba destinada básicamente a huertos, cultivos, herrenales y molinos. A diferencia de la primera, no estaba muy habitada, excepto en el área del puerto y en la zona más próxima al Corral. Finalmente la huerta de Tarragona, también destinada a la explotación agraria, que se extendía a ambos lados del río Francolí y llegaba hasta Riu Clar.
La expansión de la peste bubónica por toda Europa marcó el inicio de un importante periodo de recesión demográfica. La epidemia llegó a la ciudad entre mayo y julio de 1348, provocando una gran mortandad. El descenso de la población y la crisis general en que se encontraba la ciudad hizo que el núcleo urbano entrara en un importante proceso recesivo. El descenso del número de fuegos se plasmó en un número menor de casas ocupadas. A pesar de esto, en 1368 la ciudad, siguiendo las directrices marcadas por la Corona, empezaba las tareas de mantenimiento y refuerzo de las murallas de la ciudad mediante la construcción de la Muralleta o Mur Nou, a la altura de la fachada del circo. De esta forma el área del Corral, el antiguo circo romano, quedó incorporada al núcleo urbano.
La situación política se agravó durante la primera mitad del siglo XV. Las diferencias entre la Generalidad de Cataluña y Juan II de Aragón provocaron una guerra civil, en la que el arzobispo se puso del lado de los realistas, mientras que el Consejo Municipal, tras un periodo de indecisión, se alió con la Generalidad.
El 17 de octubre de 1462 las tropas de Juan II llegaron a Tarragona para sitiar la ciudad.
La guerra sumió a Tarragona en la más absoluta decadencia. Las defensas de la ciudad, especialmente en el sector del Mur Nou, quedaron muy deterioradas, así como las del área del Corral. La población disminuyó drásticamente y la municipalidad se declaró en quiebra. Los efectos de la guerra fueron visibles en la ciudad durante mucho tiempo.

### Edad Moderna (siglosXVI-XVIII)
La vida de la ciudad de Tarragona durante la época moderna está marcada por tres importantes conflictos bélicos. Desde el siglo XVI se construyen o consolidan fortificaciones para defender la ciudad y sus alrededores de las continuas guerras y ataques piratas. A partir de la Guerra de los Segadores y hasta mediados del siglo XIX Tarragona fue plaza fuerte, lo que comportaba que no se podían destruir las fortificaciones y se tenía que dejar un espacio delante de la muralla libre de edificios, con las dificultades que ello suponía para la expansión urbanística. Las epidemias fueron una constante en este periodo y provocaron grandes mortandades y el éxodo de la población.
Durante la Guerra de los Segadores (1640-1659), la situación estratégica de Tarragona le hizo sufrir dos importantes sitios, en 1641 y en 1644, que comportaron graves destrucciones de edificios y la consecuente postración y decadencia económica de la ciudad. El puerto padeció daños importantes y se abandonó durante mucho tiempo, por lo que el comercio se desvió hacia el puerto de Salou. La economía del Campo de Tarragona entró en una grave crisis de la que no se recuperó hasta finales del siglo XVIII, cuando se autorizó la reconstrucción del puerto y se concedió el permiso para comerciar libremente con América.
El segundo gran conflicto bélico que sufrió la ciudad fue la Guerra de Sucesión (1702-1714) que alcanzó Tarragona cuando todavía no se había recuperado de los estragos de la Guerra de los Segadores. Tarragona fue defendida por una guarnición británica que mejoró el sistema defensivo con la construcción de la Falsa Braga y de otros fortines y baluartes, la mayor parte actualmente desaparecidos. Cuando Felipe V accedió al poder promulgó el Decreto de Nueva Planta, que instauraba un sistema de gobierno centralizado y absolutista. En esta nueva organización, las antiguas veguerías se reagruparon en corregimientos y nacieron los ayuntamientos, al tiempo que se jerarquizó el organigrama político, se recortó el poder de los arzobispos y se suprimió la Universidad.
Otro grave problema con el que se enfrentó la ciudad durante los siglos XVI y XVII fueron las epidemias de peste y los ataques piratas. La piratería en la costa del Mediterráneo provocó la huida de la población hacia zonas más seguras del interior. Para intentar controlar los ataques piratas se construyeron torres de defensa a lo largo de la costa, como la Torre de la Mora, o como el baluarte sobre el puerto natural de Tamarit, que data de 1617. Las batidas corsarias supusieron un importante tropiezo demográfico y económico para las zonas afectadas.
La iglesia, y más concretamente, los arzobispos jugaron un papel importante en el relanzamiento cultural, artístico y urbanístico de la ciudad en el siglo XVI, ya que estos religiosos, además de ser prelados, ocupaban importantes cargos políticos. Arzobispos como Gaspar Cervantes de Gaeta, Joan Terès y Antoni Agustín dotaron a la ciudad de una Universidad Literaria, ampliaron los límites de la ciudad amurallada hasta la actual Rambla Nova -con la construcción de la muralla de San Juan- y promovieron y financiaron obras y capillas en la catedral de Tarragona. Por otra parte, en la ciudad estaban instaladas numerosas órdenes religiosas que realizaban tareas benéficas y educativas.
La llegada del agua a la ciudad, proveniente de Puigpelat, supuso una importante mejora de la calidad de vida de la población. En este caso, también hay que destacar la contribución de la jerarquía eclesiástica al desarrollo de la ciudad, puesto que la obra fue impulsada por los arzobispos Joaquín de Santiyán y Francesc Armanyà.
Durante el siglo XVIII, la ciudad experimentó un ligero crecimiento que se verá de nuevo truncado, a principios de la centuria siguiente, por un nuevo conflicto bélico, la Guerra de la Independencia.
En el ámbito artístico, a finales del siglo XVI, se produce un renacimiento del clasicismo de la mano de la Escuela del Camp, con el apoyo del arzobispo Antoni Agustín y los canónigos humanistas.
A pesar de los acontecimientos dramáticos que marcaron la época moderna, la celebración de las fiestas tradicionales continuó siendo uno de los hitos que marcaban el calendario tarraconense. Los gremios eran los encargados del séquito que salía a la calle para las fiestas de Santa Tecla, Corpus, la llegada de los reyes y la entrada de nuevos arzobispos. A mediados del siglo XVI se fundó la Confraria de la Sang, cuya relevancia social sobrepasó con creces la participación en la procesión del Santo Entierro.
En 1786 se concedió a Tarragona el permiso para comerciar libremente con América y la actividad económica se orientó hacia el comercio del vino y el aguardiente. Este hecho conllevó la expansión del cultivo de la viña en detrimento de otros productos. Con la aparición de la filoxera en Francia, hacia 1870, el cultivo se extendió de forma desmesurada hasta el punto de que se plantaban viñas en lugares poco adecuados. La ventaja de la proximidad del mercado exportador y la facilidad del transporte hacían que fuera un cultivo rentable, por lo que Tarragona se benefició mucho económicamente. Este movimiento económico motivó la aparición de una nueva clase social de obreros y menestrales, mientras que la burguesía aprovechó para invertir en diversas empresas.

### Edad Contemporánea (siglosXIX-XX)

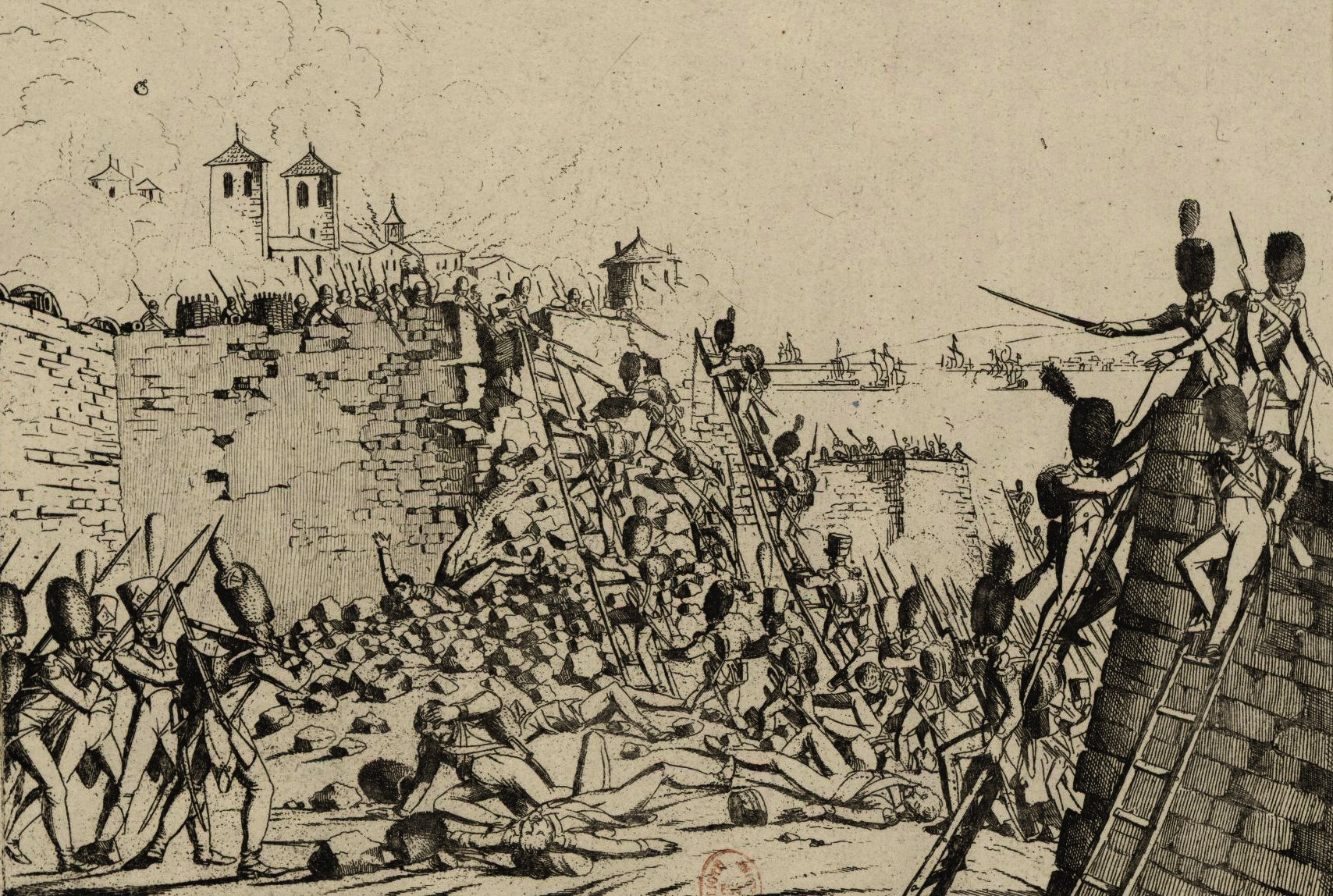
Asalto de la ciudad en 1811 por las tropas francesas

El siglo XIX se inicia con un conflicto bélico de consecuencias devastadoras para la ciudad: la Guerra de la Independencia o Guerra del Francés. Tras un sitio largo y terrible para la población, Tarragona fue asaltada por el ejército francés el 28 de junio de 1811. A partir de ese momento, los franceses ocuparon la ciudad durante más de dos años, tras los cuales dejaron un rastro de miseria y hambre, agravados por la voladura de puntos estratégicos de la ciudad que acompañó su salida, el 19 de agosto de 1813.

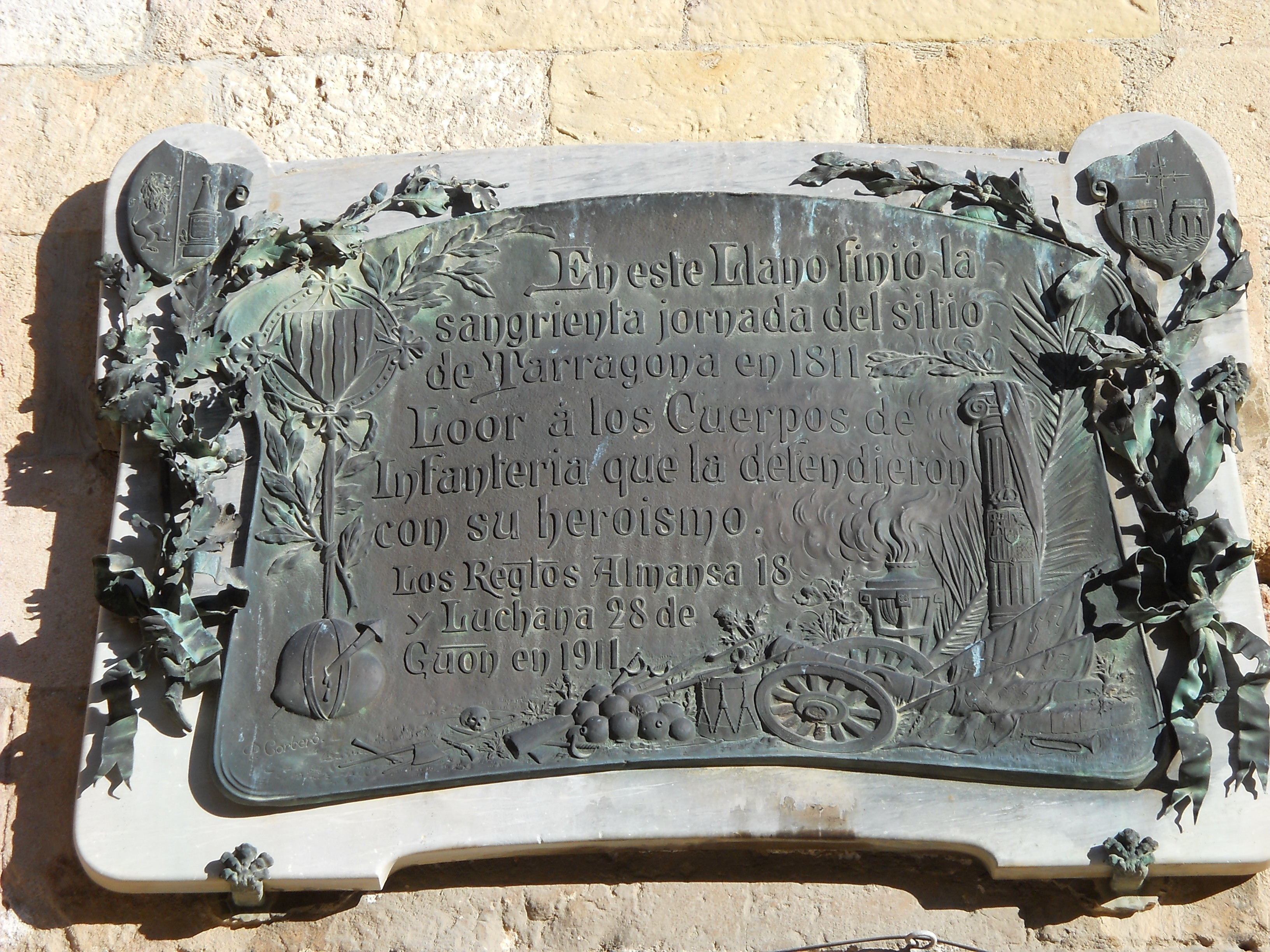
Placa conmemorativa del sitio de Tarragona de 1811

La recuperación económica y demográfica fue lenta, a pesar de que se eximió a la ciudad del pago de tributos entre 1816 y 1826. Con la mejoría de la situación, se reemprenderán las obras del puerto y otras que habían quedado paradas por el conflicto. Este hecho permitirá el establecimiento de comerciantes foráneos y la formación de una pequeña burguesía comercial emprendedora que hará posible la modernización de Tarragona durante el siglo XIX.
Durante la segunda mitad del siglo XIX, las oscilaciones del precio del vino condicionaron la economía y la demografía de la ciudad, así como su expansión urbana. En periodos de euforia se incrementó la población, se fomentaron industrias auxiliares relacionadas con la exportación de vinos y se establecieron numerosas sociedades y entidades vinculadas con este comercio. A partir de mediados de siglo, el crecimiento económico posibilitó mejoras urbanas que cambiaron la fisonomía de la ciudad.
En 1868 Tarragona dejó de ser plaza fuerte, lo que permitió la construcción de edificios y viviendas fuera de la muralla. Militarmente, las murallas ya no eran necesarias, puesto que las nuevas tecnologías de guerra habían demostrado que eran inútiles. Por otra parte, la presión demográfica hacía imprescindible la urbanización de esa zona de la ciudad. Sólo a partir de 1854 y de una manera intermitente e irregular, debido a los elevados costes económicos que suponía, se inició el derribo de la muralla de San Juan que permitió la urbanización y la construcción de nuevos edificios en la actual Rambla Nova y la proyección de nuevas calles, como la de la Unión, que harán posible la conexión de la Parte Alta con la Marina. La Parte Alta de la ciudad, más estática, continuó siendo el espacio preferido como residencia por la nobleza, por los eclesiásticos y también, por sectores, de los payeses y los artesanos. La Parte Baja o Marina, de nueva construcción, más dinámica, se convirtió en el lugar donde se establecerá la burguesía comercial con sus talleres y tiendas.

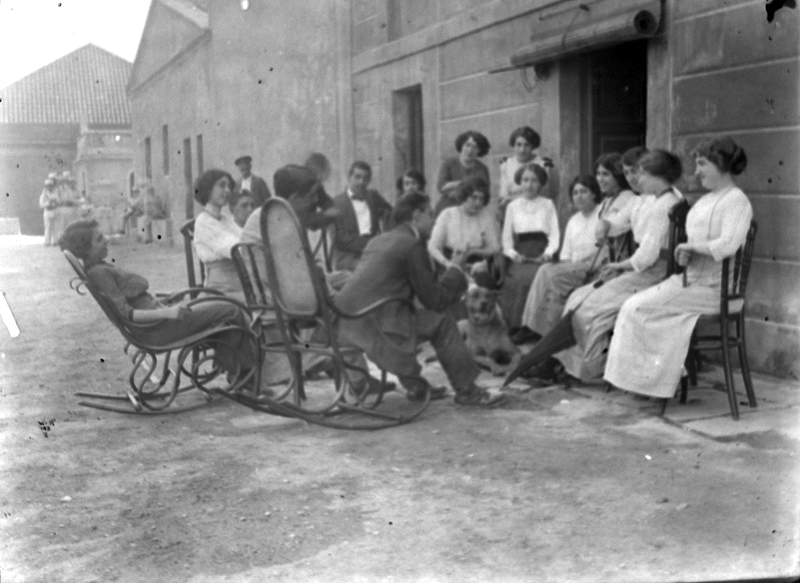
Personas conversando en la calle hacia 1900

Las obras del puerto y del ensanche de la ciudad provocan el descubrimiento de numerosos restos arqueológicos. En esta época se pudieron salvar muchos restos de la antigua Tarraco, que sirvieron como base del primer Museo Arqueológico.
A lo largo de los siglos, la presencia del puerto fue determinante para el comercio de Tarragona. Las mejoras de la infraestructura del puerto durante este periodo permitieron la introducción de nuevas empresas y, por lo tanto, la modernización de la ciudad.

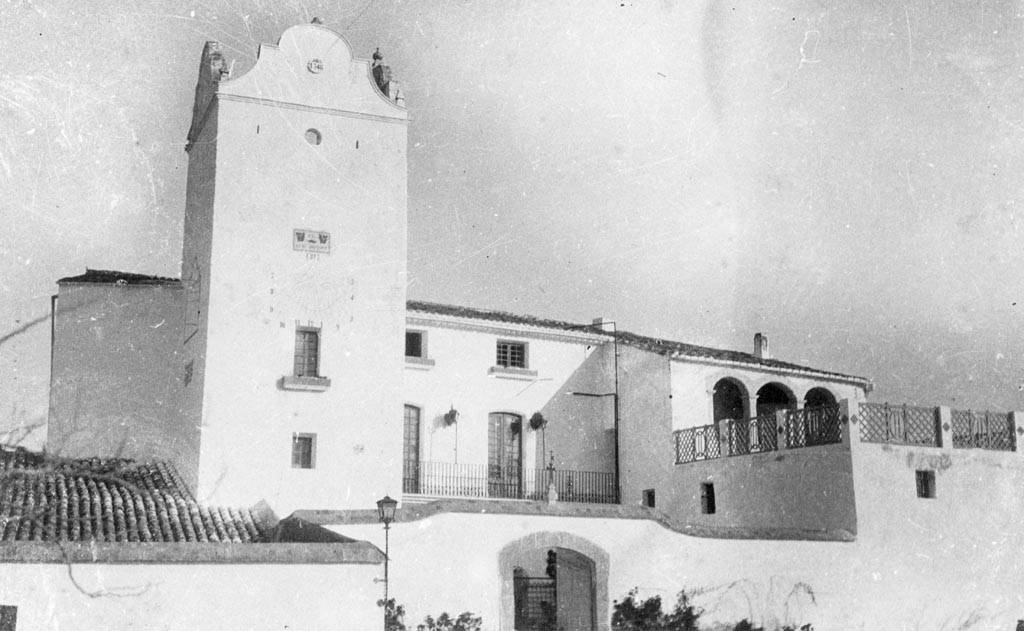
Mas Rabassa en Tamarit, una localidad perteneciente al término municipal de Tarragona

Durante el primer tercio del siglo XX se producen en el país cambios políticos y sociales que influyeron de manera determinante en la vida de los tarraconenses: la dictadura de Primo de Rivera, la proclamación de la Segunda República y la guerra civil española (1936-1939). El conflicto supuso un grave tropiezo y un retroceso en el desarrollo económico y social de Tarragona. La ciudad fue bombardeada en numerosas ocasiones, con lo que, además de sufrir un considerable número de víctimas mortales, su estructura urbanística se vio gravemente dañada con la destrucción de infraestructuras que tuvieron que reconstruirse durante los difíciles años de la posguerra.
A finales de la década de 1950 algunas industrias químicas empezaron a instalarse en la zona y en 1975 entró en funcionamiento la refinería de ENPETROL. El empuje del sector industrial también influyó de manera notable en el aspecto urbanístico y constructivo en general; ya que el aumento de población, por el incremento de la inmigración, llevó a la creación de nuevos barrios periféricos que se construyeron, al poniente, sobre la carretera de Valencia (Torreforta, Campclar, Bonavista, Icomar, Riuclar, La Floresta y la Granja) y al norte de la ciudad (San Salvador y San Pedro y San Pablo).
Tarragona pasará a ser una ciudad industrial especializada en el campo petroquímico. En estas industrias, la salida y la entrada de los productos elaborados se hace por el puerto de Tarragona que pasará a ser el segundo puerto español por cantidad de toneladas anuales.[cita requerida]
En octubre de 2011 en la ciudad turca de Mersin la ciudad de Tarragona era seleccionada para albergar los Juegos Mediterráneos de 2017. En noviembre de 2016 en una reunión en Orán (Argelia) el Comité Internacional de los Juegos Mediterráneos, el Comité Olímpico Español y el propio alcalde de Tarragona, Josep Fèlix Ballesteros, decidieron pactar el aplazamiento de los Juegos hasta el verano de 2018 por la falta de 12 millones de euros que tenía que poner el Gobierno central que en ese momento estaba en funciones y al borde de unas terceras elecciones.

## Demografía
Tarragona cuenta con una población de 141 151 habitantes (INE 2024).
| Gráfica de evolución demográfica de Tarragona entre 1842 y 2021 |
| |
| Población de derecho según los censos de población del INE Población de hecho según los censos de población del INEEn 1951 crece el término del municipio porque incorpora a Tamarit. En 1964 incorpora a La Canonja En 2010 disminuye el término del municipio porque independiza a La Canonja |

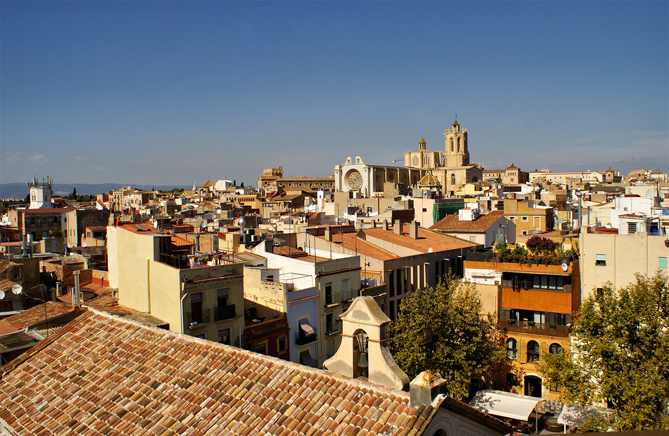
Vista de Tarragona y de la catedral

La población está distribuida en diferentes barrios que van de poniente a levante.
| Barrios               | Habitantes (2014) |
| --------------------- | ----------------- |
| Centro de Ciudad      | 36 735            |
| Parte Alta            | 4199              |
| Riuclar               | 1079              |
| Parque Riuclar        | 1499              |
| La Floresta           | 1133              |
| Icomar                | 685               |
| Buenavista            | 8928              |
| Torreforta            | 11 252            |
| La Granja             | 3521              |
| Campo Claro           | 8775              |
| El Pilar              | 1803              |
| San Salvador          | 7591              |
| San Pedro y San Pablo | 16 248            |
| Levante               | 13 250            |
| Serrallo              | 1142              |

## Economía

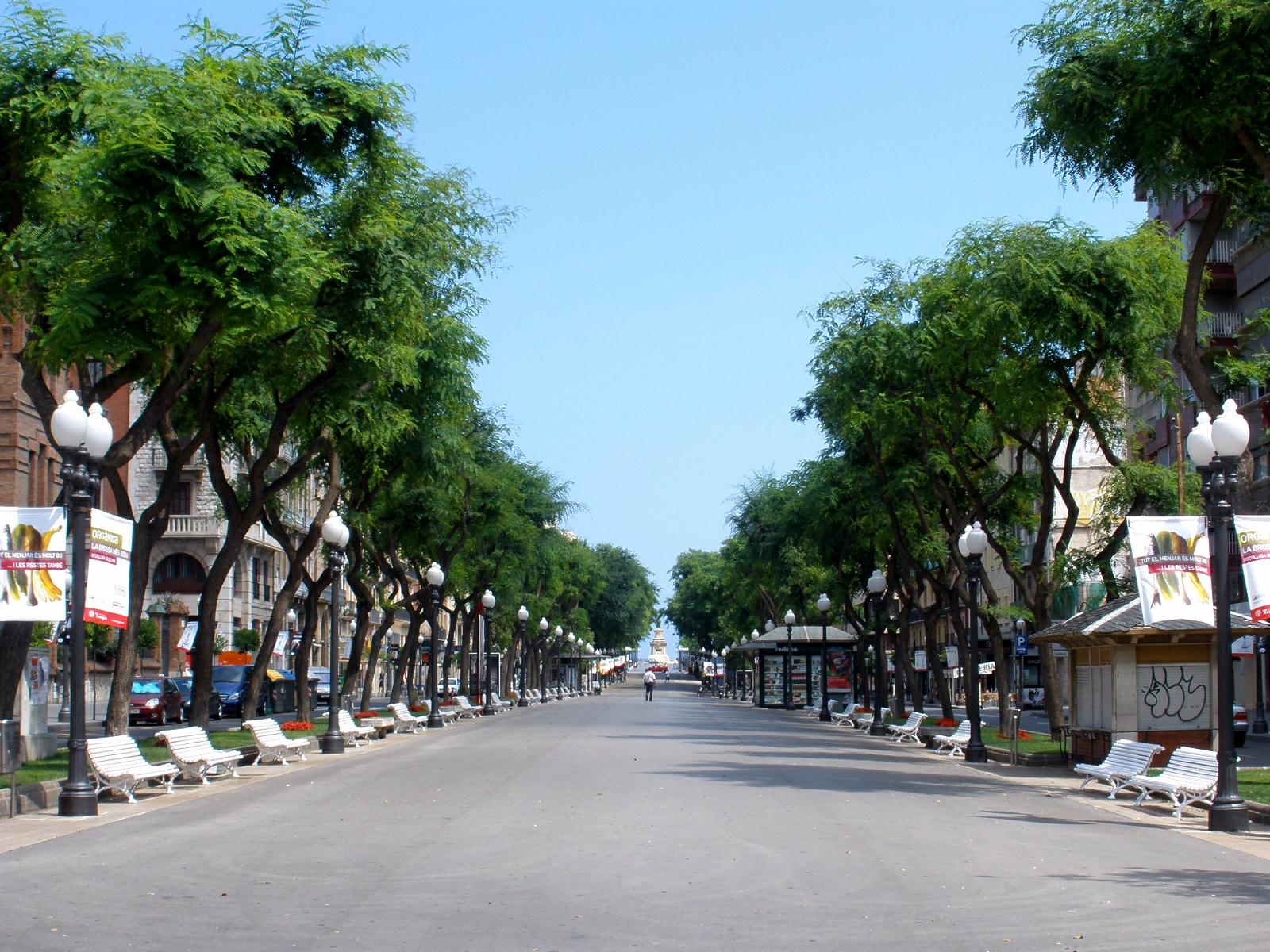
La Rambla Nova

El puerto ha constituido históricamente uno de los puntales de la actividad económica. Desde mediados de la década de 1970, se encuentra siempre entre los cinco puertos españoles de mayor tonelaje. Se vincula estrechamente con el tráfico de grandes cargas a granel, especialmente petróleo y sus derivados, cereales y carbón. El tráfico de contenedores se comienza a afianzar desde la puesta en funcionamiento de una nueva terminal en el año 2008. Los cruceros sin embargo, no son todavía un tráfico frecuente. El puerto pesquero de Tarragona es el más importante de Cataluña, con un total de 8000t en 2004, que corresponde al 30 % de las capturas pertenecientes a esa comunidad.
El complejo petroquímico de Tarragona es el más importante de España, y sus factorías se extienden por el término de Tarragona y los vecinos de Vilaseca, Morell y la Pobla de Mafumet. En él se ubican empresas nacionales como Repsol o extranjeras, como Bayer y BASF. La petroquímica genera cerca de 5000 empleos, más otros 23 000 entre indirectos e inducidos. Paralelamente, existe una actividad industrial muy diversificada, con una actividad centrada en manufacturas diversas, transformados plásticos o del metal, materiales de construcción, cartonajes y embalajes, etc.

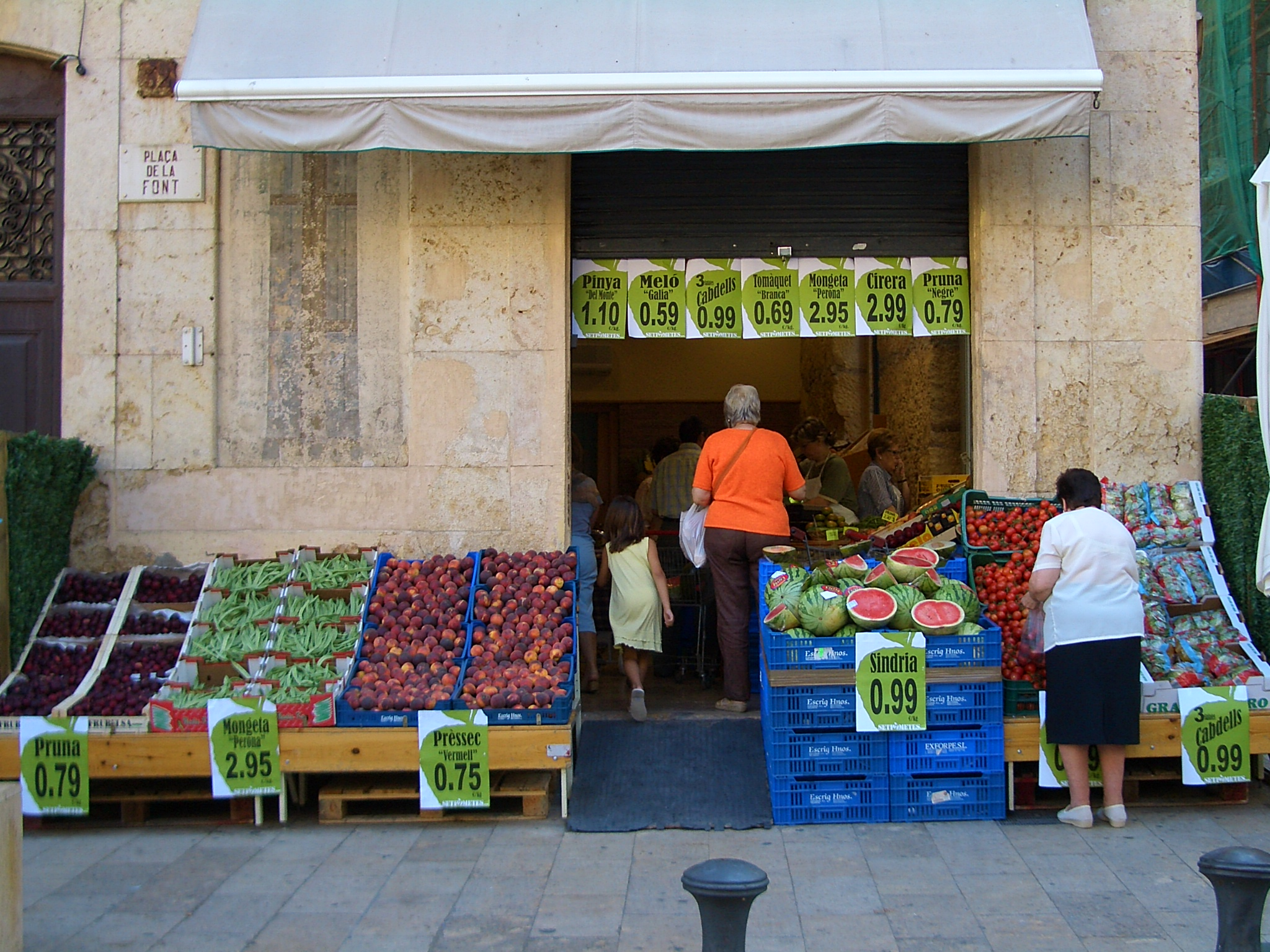
Comercio en la ciudad

El sector terciario ocupa la parte principal de la población activa. Más allá de la actividad relacionada con la capitalidad provincial, destacan el comercio, los servicios docentes relacionados con la Universidad y otros centros educativos y, especialmente, el sector turístico.
La ciudad cuenta con una extensa cantidad de bares y restaurantes; también dispone de dos grandes centros comerciales que son El Corte Inglés inaugurado en 2010 y el parque Central, una gran superficie que cuenta con tiendas de ropa, juguetería, tienda de electrodomésticos y sala de cines con un Eroski integrado y está situado en el centro de la ciudad. También dispone de ocho Mercadona, seis supermercados DIA, dos Lidl y un hipermercado Carrefour situado en las afueras de la ciudad. Dispone también de un polígono comercial, el de Las Gavarras, situado por la autovía de Reus, donde se encuentran establecimientos como Decathlon, Media Markt, Leroy Merlin, McDonald's, una bolera, un cine y varios restaurantes.

## Administración y política

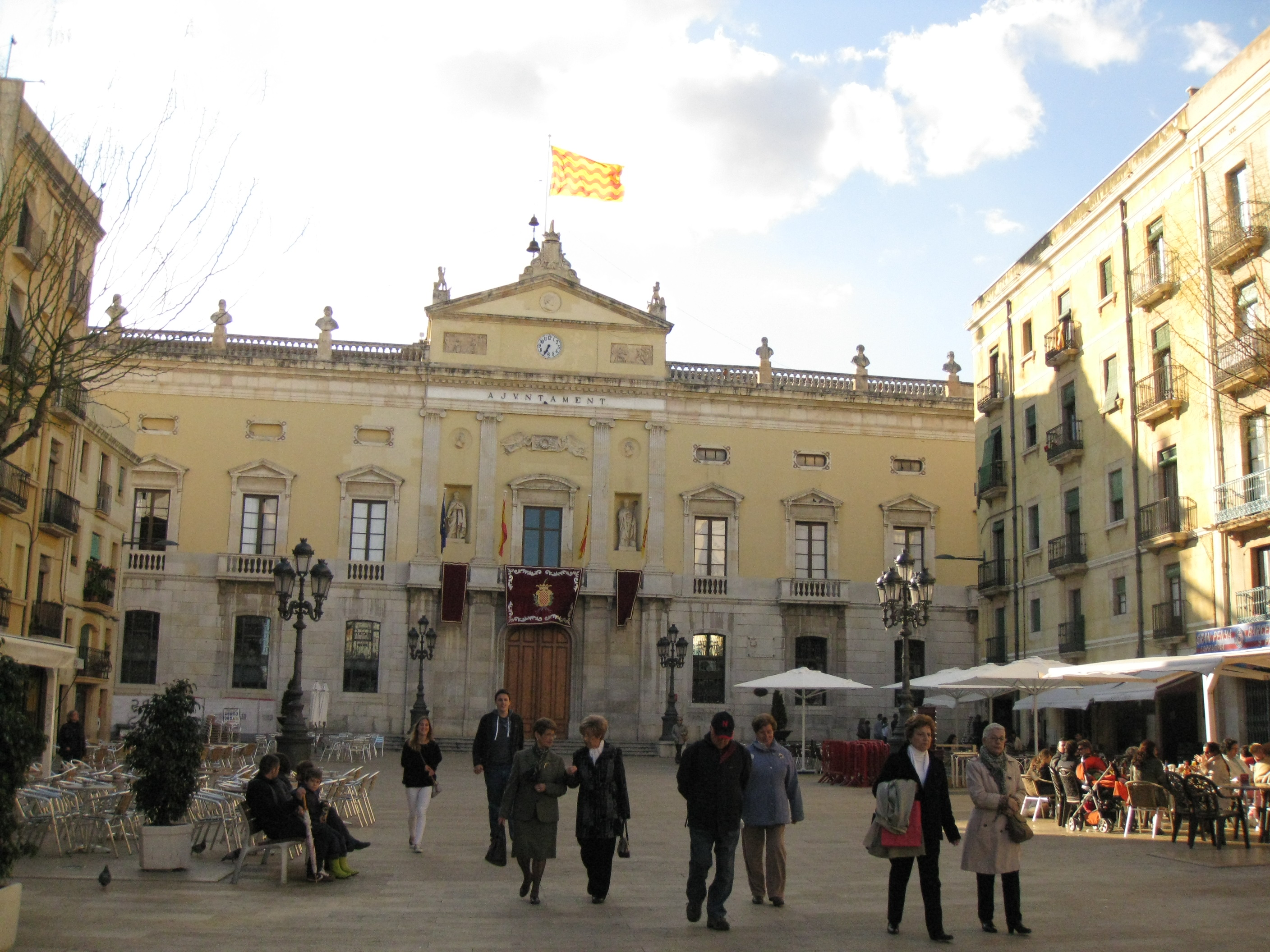
Ayuntamiento de Tarragona

Después de doce años del socialista Josep Fèlix Ballesteros como alcalde de la ciudad, los cuatro últimos gobernando con el apoyo del PP, Esquerra Republicana de Cataluña presentó junto a En Comú Podem un gobierno alternativo después de acordar un pacto de gobernabilidad y contando con los votos favorables de Junts per Catalunya y la CUP.
| Periodo   | Nombre                     | Partido | Partido                                    |
| --------- | -------------------------- | ------- | ------------------------------------------ |
| 1979-1989 | Josep Maria Recasens Comes |         | Partit dels Socialistes de Catalunya (PSC) |
| 1989-2007 | Joan Miquel Nadal          |         | Convergència i Unió (CiU)                  |
| 2007-2019 | Josep Fèlix Ballesteros    |         | Partit dels Socialistes de Catalunya (PSC) |
| 2019-2023 | Pau Ricomà                 |         | Esquerra Republicana de Catalunya (ERC)    |
| 2023-act. | Rubén Viñuales             |         | Partit dels Socialistes de Catalunya (PSC) |

| Partido político                                         | 2023  | 2023   | 2023       | 2019  | 2019   | 2019       | 2015  | 2015   | 2015       | 2011  | 2011   | 2011       | 2007  | 2007   | 2007       |
| Partido político                                         | %     | Votos  | Concejales | %     | Votos  | Concejales | %     | Votos  | Concejales | %     | Votos  | Concejales | %     | Votos  | Concejales |
| Partit dels Socialistes de Catalunya (PSC)               | 27,55 | 13 123 | 9          | 23,43 | 13 336 | 7          | 28,49 | 14 486 | 9          | 38,81 | 17 826 | 12         | 40,69 | 20 366 | 13         |
| Esquerra Republicana de Catalunya (ERC)                  | 18,77 | 8940   | 6          | 22,62 | 12 872 | 7          | 11,73 | 5963   | 4          | 4,17  | 1914   | 0          | 7,87  | 3938   | 2          |
| Partit Popular de Catalunya (PP)                         | 13,94 | 6638   | 4          | 6,26  | 3561   | 2          | 11,45 | 5823   | 4          | 21,57 | 9917   | 7          | 13,94 | 6976   | 4          |
| Vox                                                      | 10,57 | 5035   | 3          | 2,95  | 1681   | 0          | —     | —      | —          | —     | —      | —          | —     | —      | —          |
| Junts per Catalunya (JxC)-Convergència i Unió (CiU)      | 8,65  | 4199   | 3          | 11,09 | 6309   | 3          | 10,92 | 5555   | 3          | 21,60 | 9920   | 7          | 23,61 | 11 819 | 8          |
| En Comú Podem (ECP)-Iniciativa per Catalunya Verds (ICV) | 6,05  | 2881   | 2          | 8,05  | 4579   | 2          | 5,64  | 2869   | 1          | 5,39  | 2602   | 1          | 4,87  | 2439   | 0          |
| Candidatura d'Unitat Popular (CUP)                       | 4,95  | 2361   | 0          | 6,35  | 3615   | 2          | 8,22  | 4182   | 2          | 2,39  | 1099   | 0          | —     | —      | —          |
| Ciutadans (CS)                                           | 1,66  | 792    | 0          | 14,70 | 8364   | 4          | 14,27 | 7257   | 4          | 1,80  | 827    | 0          | 3,83  | 1917   | 0          |

## Servicios

### Carreteras
- Autopista del Mediterráneo (AP-7): vía rápida de comunicación entre Barcelona y Valencia.
- Autovía del Mediterráneo (A-7): autovía alternativa a la anterior.
- Autovía Tarragona-Montblanch (A-27): conecta el puerto de Tarragona con Valls y Montblanch, como alternativa a la carretera nacional convencional N-240. El tramo que une la Autopista del Mediterráneo con el puerto de Tarragona antiguamente fue la carretera N-241.
- Autovía provincial T-11: conecta Reus con Tarragona, como tramo final de la carretera nacional N-420, que se dirige hacia Teruel.
- Carretera nacional N-340: conecta con Vilaseca y Altafulla.
- Carretera autonómica C-31B: conecta con Salou.
- Carretera provincial T-721: conecta con Constantí.
- Carretera local TP-2031: conecta con Pallaresos.
- Carretera local TP-2039: conecta con Catllar.

### Sanidad
Tarragona cuenta con un sistema sanitario muy amplio, tiene 8 centros de atención primaria y urgencias gestionados por el CatSalut.
La ciudad tiene dos hospitales públicos:
- Hospital Universitario Joan XXIII: fue inaugurado en 1967 y reformado en 2008, es un hospital público, el más grande de la provincia de Tarragona cuenta con diferentes unidades, se trata de un hospital general de especialidades y de segundo nivel. Está acreditado para labores docentes y es gestionado por el Departamento de Salud de la Generalidad de Cataluña.
- Hospital Sant Pau i Santa Tecla: es un hospital público y está gestionado por la Diputación de Tarragona.

### Seguridad ciudadana
Como en el resto de la UE, en Tarragona opera el sistema de Emergencias 112, servicio gratuito mediante el cual se atiende cualquier situación de urgencias en materia sanitaria, catástrofes, extinción de incendios, salvamento, seguridad ciudadana y protección de las personas. Los Mozos de Escuadra y la Policía Nacional junto a la Guardia Urbana de Tarragona y Protección Civil, son los encargados de controlar la seguridad ciudadana.
La expedición del DNI corresponde a la Policía Nacional.

### Educación
Guarderías
Tiene ocho guarderías públicas gestionadas por el Ayuntamiento y la Concejalía de Educación. La ciudad cuenta también con cuatro guarderías privadas.
Educación infantil y primaria
Tarragona cuenta con veinte escuelas públicas de infantil y primaria y trece privadas.
Educación Secundaria
En educación secundaria cuenta con ocho centros públicos y doce privados.
Formación Profesional
La formación profesional pública en Tarragona se imparte en el Complejo Educativo y también conocido como «Universidad Laboral» o simplemente «Laboral», que se encuentra a las afueras de Tarragona por la autovía de Salou y se distribuye en dos centros llamados Pere Martell y Calipolis y se imparten clases de grado medio y grado superior. Está gestionado por la Consejería de Educación de la Generalidad de Cataluña.
Universidad
Tarragona cuenta con una universidad pública: la Universidad Rovira i Virgili, fundada en 1991 y que tiene como objetivos prioritarios la docencia y la investigación. Además ha sido reconocida como Campus de Excelencia Internacional Cataluña Sur (CEICS) por el Ministerio de Educación, Cultura y Deporte. Desde 2013 dispone de una Unidad de Comunicación de la Ciencia y de la Innovación (UCC+i) -llamada ComCiència-2 para comunicar, difundir y divulgar la investigación científica que genera la universidad y los centros del CEICS con el fin de mejorar e incrementar la formación, la cultura y los conocimientos científicos de los ciudadanos.

### Comunicaciones
Autobuses públicos urbanos
La ciudad tiene 17 líneas de autobús diurnas y 3 nocturnas, operadas por la Empresa Municipal de Transportes de Tarragona (EMTT), que está controlada por el Ayuntamiento de Tarragona.
Estación de autobuses
La estación de autobuses se encuentra en el centro de la ciudad y fue inaugurada en 1988, acoge líneas regionales, nacionales e internacionales.
Estación de tren
También cuenta con una estación ferroviaria de paso en el Corredor Mediterráneo gestionada por Adif y servida por el operador público Renfe que ofrece conexiones con todos los municipios de la provincia y con el resto de España y se encuentra a 3 km del centro de la ciudad.
Estación de tren de alta velocidad
Situada a 10 km del centro -también gestionada por Adif y operada por Renfe- presta los servicios AVE y Trenhotel a la ciudad, conectada a ésta por un autobús lanzadera.
Aeropuerto provincial
Tarragona dispone de un aeropuerto situado en el municipio de Reus, a 7 km de la ciudad y conectado por un autobús lanzadera. El Aeropuerto de Reus Tarragona cuenta con vuelos nacionales e internacionales y está operado por Aena.
Taxi
El Ayuntamiento tiene concedidas 93 licencias oficiales de taxi. Como en el resto de España, son vehículos blancos con una franja diagonal en cada puerta delantera sobre la que se encuentra el escudo municipal. Todos ellos deben levar visible el número de licencia y el dispositivo luminoso exterior que indica si circula libre o la tarifa que está siendo utilizada en caso de estar en servicio.

## Patrimonio
- El conjunto arqueológico que forman las ruinas romanas de Tarraco fue declarado Patrimonio de la Humanidad por la Unesco en 2000, con catorce lugares distintos.

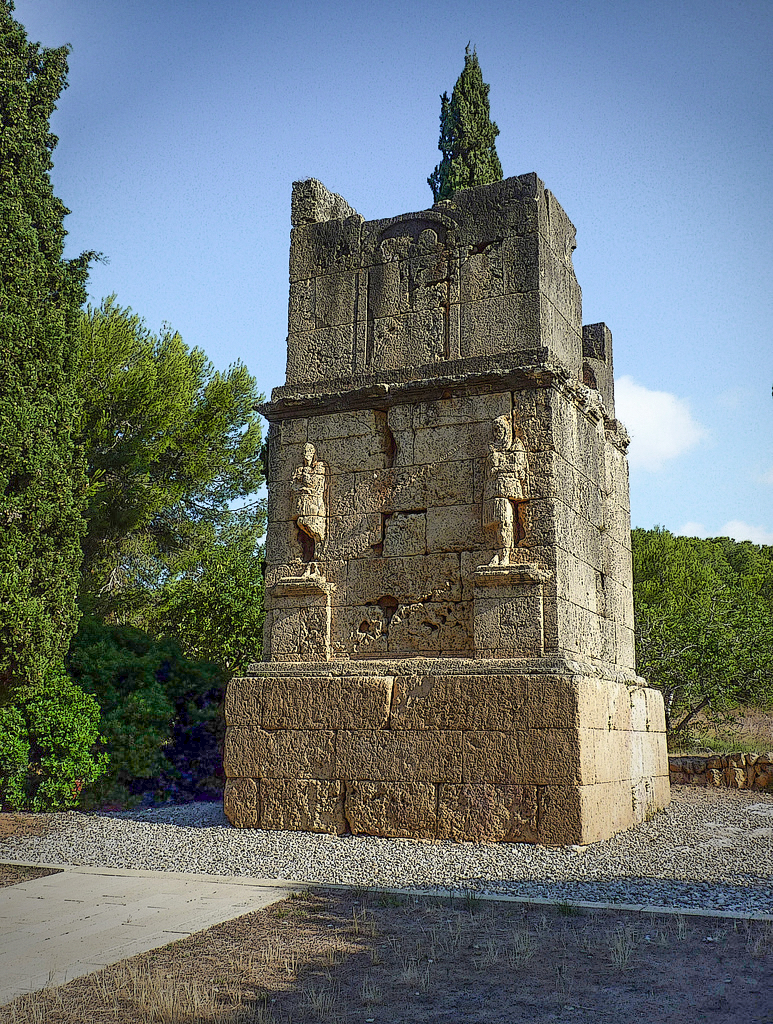
Torre de los Escipiones

- La Torre de los Escipiones, monumento funerario romano en forma de torre. Aceptablemente conservada y datable en el siglo I d. C., a seis kilómetros del centro, en el trazado de la Vía Augusta.
- Casco antiguo. Coincide con el primer asentamiento romano y está ocupado en su mayor parte por el Fórum Provincial de Tarraco. Está rodeado por la Muralla romana, cuya longitud hacia el siglo III a. C. era de unos 4 km. Sin embargo, en la actualidad sólo se conserva alrededor de 1 km y una puerta adovelada original. El Casco Antiguo, conocido popularmente como «Parte Alta», es hoy en día una de las zonas más visitadas tanto por turistas como por autóctonos gracias a la oferta gastronómica y de ocio que ofrece.
- Antigua Audiencia. Gran torreón romano en el casco antiguo, construido en el extremo SO del Fórum Provincial de Tarraco. La construcción ha conocido diversos usos y una infinidad de modificaciones a lo largo de su dilatada historia. A fines del s. XI las fuentes la denominan el Castillo del Obispo de Vich. La fachada sobre la plaza del Pallol, levantada en 1819, es un elegante ejemplo de arquitectura neoclásica.
- Anfiteatro de Tarraco. Del siglo I, en su interior conserva también restos de la basílica visigoda de San Fructuoso y de la iglesia de Santa María del Miracle, siglo XII, románica.
- Circo romano de Tarraco. Dentro del casco antiguo de la ciudad, hallamos hoy los restos arqueológicos de lo que fue el circo, que ofrecía carreras de carros. Pueden visitarse en diferentes establecimientos de la ciudad; así como lo que se conoce como «cabecera», la curva final del recorrido. Las carceres, donde estaba la salida, se hallan bajo los cimientos del actual ayuntamiento de Tarragona, en la plaza de la Fuente.
- Tarraco Arena Plaza. Data de 1883. De piedra mampuesta y ladrillo.
- Mercado central. Edificio modernista del año 1915, diseñado por el arquitecto Josep Maria Pujol i de Barberà.

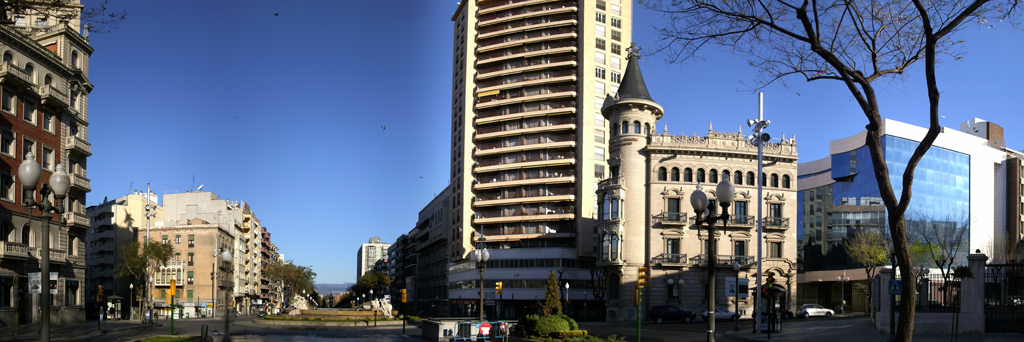
Rambla Nova

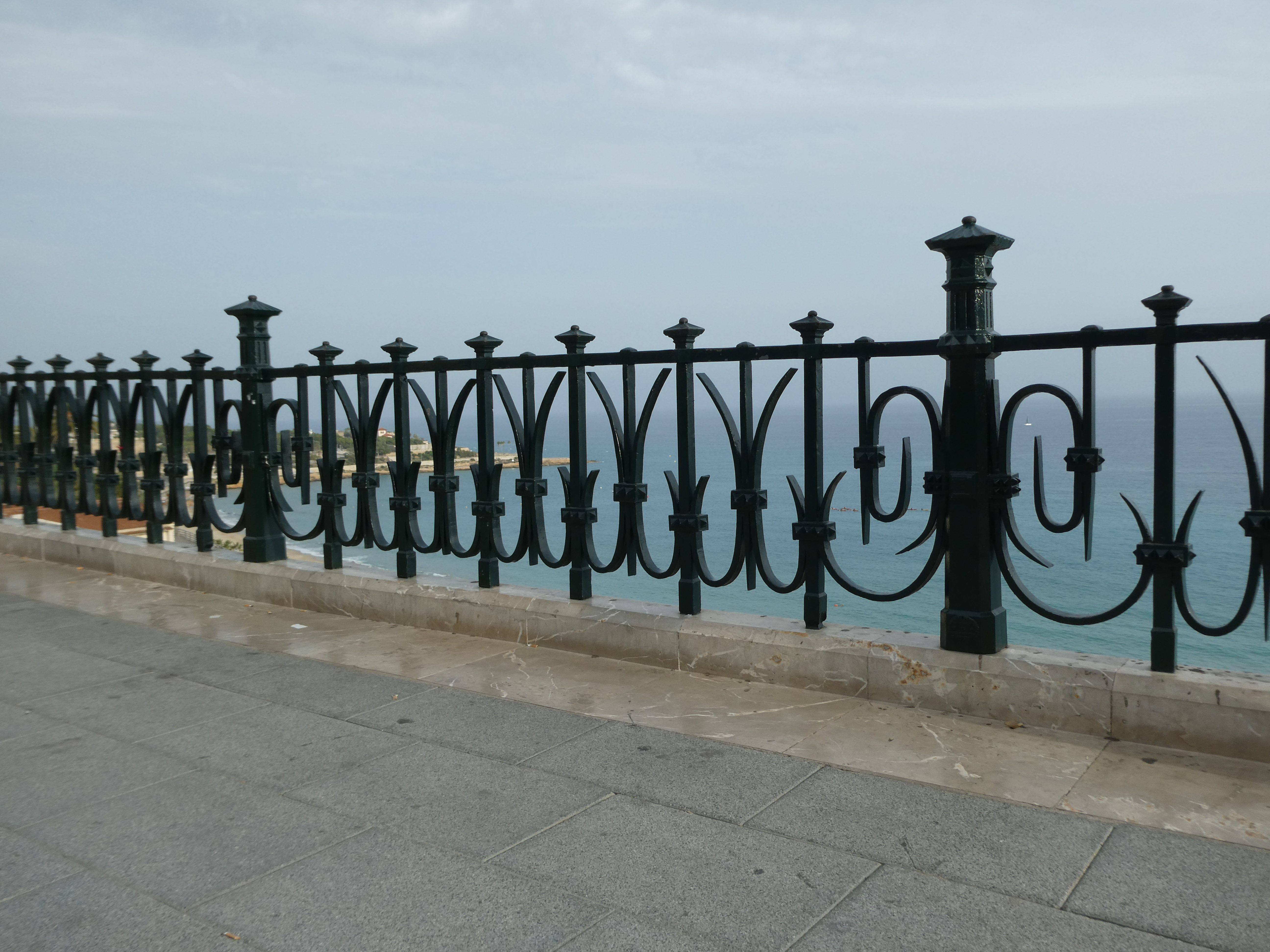
Barandilla del mirador Balcón del Mediterráneo

- Rambla Nova. Centro de la vida ciudadana. Destaca por sus terrazas, restaurantes, tiendas elegantes y sede de distintas instituciones tanto públicas como privadas. Alinea interesantes edificios representativos de la arquitectura de los siglos siglo XIX y XX. Fue diseñada en 1854 tras la demolición de la vieja muralla de San Juan, levantada en el siglo XVI y que se había convertido en una barrera entre la Parte Alta tradicional y el floreciente y expansivo barrio de la Marina. Acoge los monumentos a Roger de Lauria, obra de Feliu Ferrer Galzeran erigido en 1883 y el dedicado a los Héroes de 1811, obra de Julio Antonio. En su extensión moderna, se levanta el popular monumento a los Castellers.
- Balcón del Mediterráneo. Denominado así por Emilio Castelar. Se trata de un mirador situado sobre un acantilado al borde del mar, al final de la Rambla Nova. Está bordeado por una elegante baranda de hierro fundido diseñada por Joan Miquel Guinart a fines del siglo XIX. Desde él se puede contemplar una majestuosa panorámica del mar, el puerto, la estación de ferrocarril, el anfiteatro, la playa y la Punta del Milagro, desde una altura de 23 m. La Punta del Milagro es también el escenario donde se celebra cada año en el mes de julio, durante seis noches, el Concurso Internacional de Castillos de Fuegos Artificiales de Tarragona.

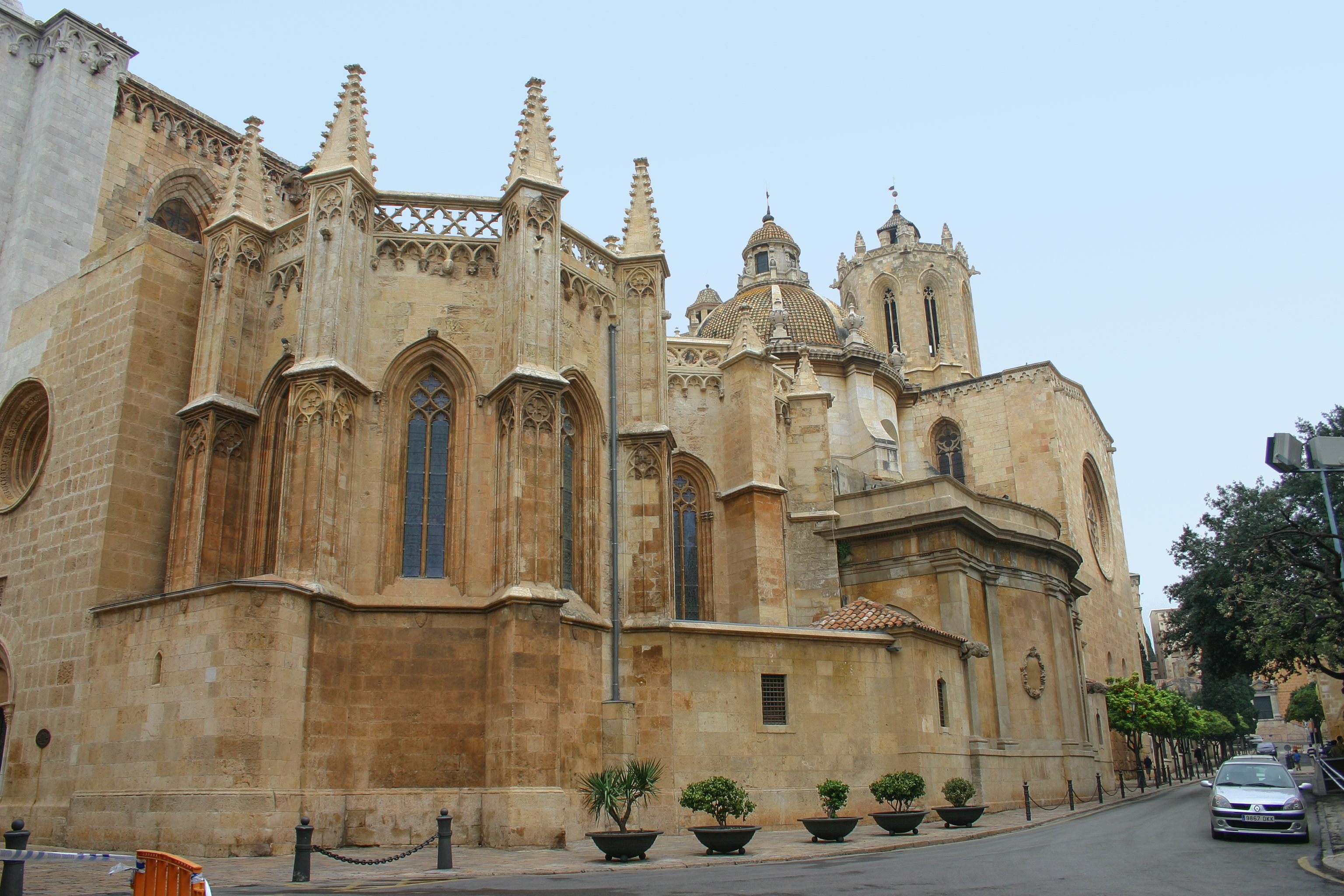
Catedral de Santa Tecla

- Catedral de Tarragona. Templo cristiano medieval iniciado hacia el siglo XII y parcialmente concluido en el siglo XIV. Comenzada en estilo románico, se completó en estilo gótico, con una presencia importante de elementos posteriores, especialmente del Renacimiento y el Barroco.
- Portal de San Antonio puerta de la muralla ornamentada a modo de arco de triunfo en 1737. Estilo barroco.
- El Puerto de Tarragona, histórica y actualmente, uno de los más importantes de España.
- Barrio del Serrallo. Barrio de pescadores, levantado en 1854 al ser demolidas las casas y almacenes de los pescadores para construir la estación del ferrocarril. Conserva un cierto sabor tradicional y destaca por sus numerosos restaurantes especializados en pescado.
- El Mas Mallol es un caserón modernista de tres plantas que llegó a albergar dos escuelas distintas en la montaña de la Oliva, en Tarragona.

## Cultura

### Museos
- Museo Diocesano de Tarragona, inaugurado en 1914 por el Arzobispo Antolín López Peláez. Repleto de donaciones hechas por el mismo arzobispo, las parroquias de la diócesis, congregaciones religiosas y particulares, el museo fue enriqueciéndose a lo largo de los años.[17]
- Casa de la Fiesta, donde se conservan y exponen los elementos patrimoniales de las fiestas de Santa Tecla, declaradas Fiesta Tradicional de Interés Nacional por la Generalidad de Cataluña y Fiesta de Interés Turístico Nacional por el Gobierno de España.[18]
- Museo y Necrópolis Paleocristianos. Cerca de las vías de salida de la ciudad se formó, a partir de mediados del siglo III, un cementerio que creció considerablemente desde que fueron enterrados los restos de San Fructuoso.[19]
- Museo Arqueológico Nacional de Tarragona, creado durante la primera mitad del siglo XIX, es el más antiguo de Cataluña en su especialidad.[20]
- Museo del Puerto de Tarragona, una de las principales infraestructuras de la ciudad. Construido en un antiguo almacén de refugio habilitado, esta edificación aporta una gran riqueza. Su principal objetivo era recuperar embarcaciones y explicar la relación de Tarragona con el mar.[21]
- Museo de Arte Moderno de Tarragona, creado por la diputación de Tarragona en el año 1976 con la finalidad de promover el estudio y el conocimiento del arte moderno y contemporáneo y, así mismo, conservar y mostrar el patrimonio artístico de la ciudad y compartirlo con el mundo.[22]
- Museo Bíblico Tarraconense. Gracias a sus viajes a Tierra Santa y otros países del Oriente Medio, el Dr. Josep Vallés, consiguió diversas piezas arqueológicas, mapas, reproducciones y objetos de culto relacionados con la Biblia que fueron depositados en el Museo Bíblico Tarraconense, fundado en 1930.[23]
- Museo Casa Castellarnau, construida en el siglo XV, fue hogar de alguna de las familias más influyentes de la ciudad hasta el siglo XIX.[24]
- Museo Casa Canals, edificada a finales del siglo XVIII, este edificio fue la residencia señorial de la familia Canals, originaria de Reus y afincada en Tarragona.[25]

### Teatros
- Teatro Metropol Situado en la Rambla Nova fue inaugurado el 10 de marzo de 1995, Obra de Josep Maria Jujol. Actualmente alberga estable programas de teatro, música y danza durante buena parte del año.
- Teatro de Tarragona Construido en 1924, abre sus puertas de nuevo después de permanecer cerrado durante una larga temporada; el 11 de diciembre del 2012. EL nuevo edificio fue construido por el arquitecto Xavier Clement.

### Gastronomía
La gastronomía de Tarragona es el reflejo de su personalidad histórica y cultural: como puerto del Mediterráneo, una parte importante de su riqueza viene del mar, que se conjuga con la rica agricultura. Se pesca en Tarragona marisco y pescado azul reconocido por la Denominación de Origen Pescado Azul de Tarragona. En el Serrallo, el barrio de pescadores de Tarragona, se pueden encontrar varios restaurantes que ofrecen una cocina basada en los productos frescos del mar.

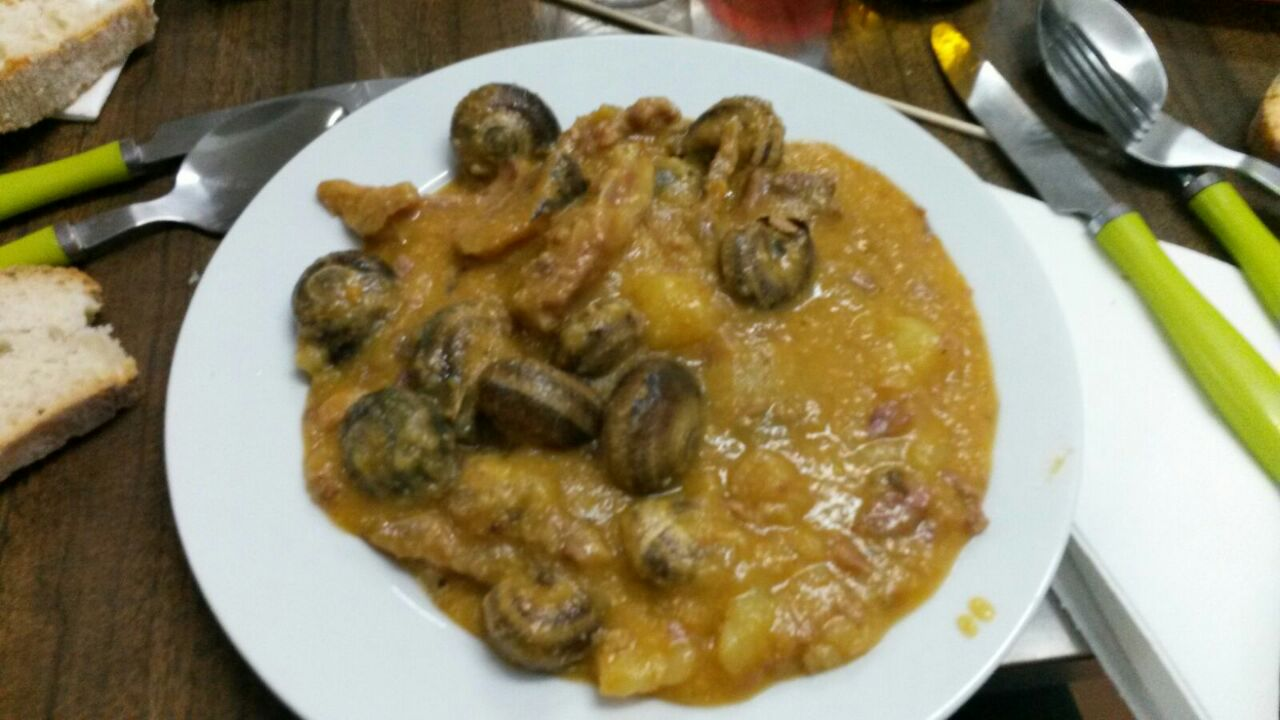
Plato de Espineta amb caragolins

El plato típico por antonomasia en Tarragona es la espineta con caracoles, especialmente consumido durante las fiestas de Santa Tecla. Es un plato que combina la espineta, lomo de atún, con caracoles, así como un completo sofrito de verduras. De cocción elaborada, necesita un reposo de una noche. Es célebre la frase «Santa Tecla gloriosa, mare dels tarragonins, què fem avui per dinar? Espineta amb cargolins!» («Santa Tecla gloriosa, madre de los tarraconenses, ¿qué hay hoy para comer? ¡Espineta con caracoles!»)
Otros platos más típicos de Tarragona son la cassola de romesco, el arrossejat, el arroz negro, así como el pescado a la plancha o frito. Muchos de los restaurantes que ofrecen estos platos están situados a poca distancia del mar, lo que hace que sus platos estén hechos con pescado fresco, además de poder disfrutar de maravillosas vistas sobre el mar y del ambiente típico del Serrallo.
En cuanto a los productos agrícolas la mayoría provienen de las comarcas del interior de Tarragona. Avellanas, almendras, setas, y cítricos son también productos típicos. Merecen una citación especial y aparte los vinos de la Denominación de Origen Tarragona, en especial las mistelas y vinos rancios ideales para acompañar los postres.
En la parte alta de la ciudad muchos restaurantes se encuentran en edificios históricos que transportan al gurmé a la época del esplendor imperial o a los años de la difícil reconquista. Para completar esta ambientación histórica en el mes de mayo se celebran las jornadas gastronómico-culturales Tarraco a Taula, que ofrecen la oportunidad de catar algunos platos extraídos de recetas romanas.
En Tarragona también son típicos los bares de tapas o llesqueries, y con la llegada del buen tiempo se puede disfrutar en cualquier plaza o calle de la ciudad de las terraza de los bares para tomar el vermut antes de comer.

### Fiestas

#### Fiestas de Santa Tecla

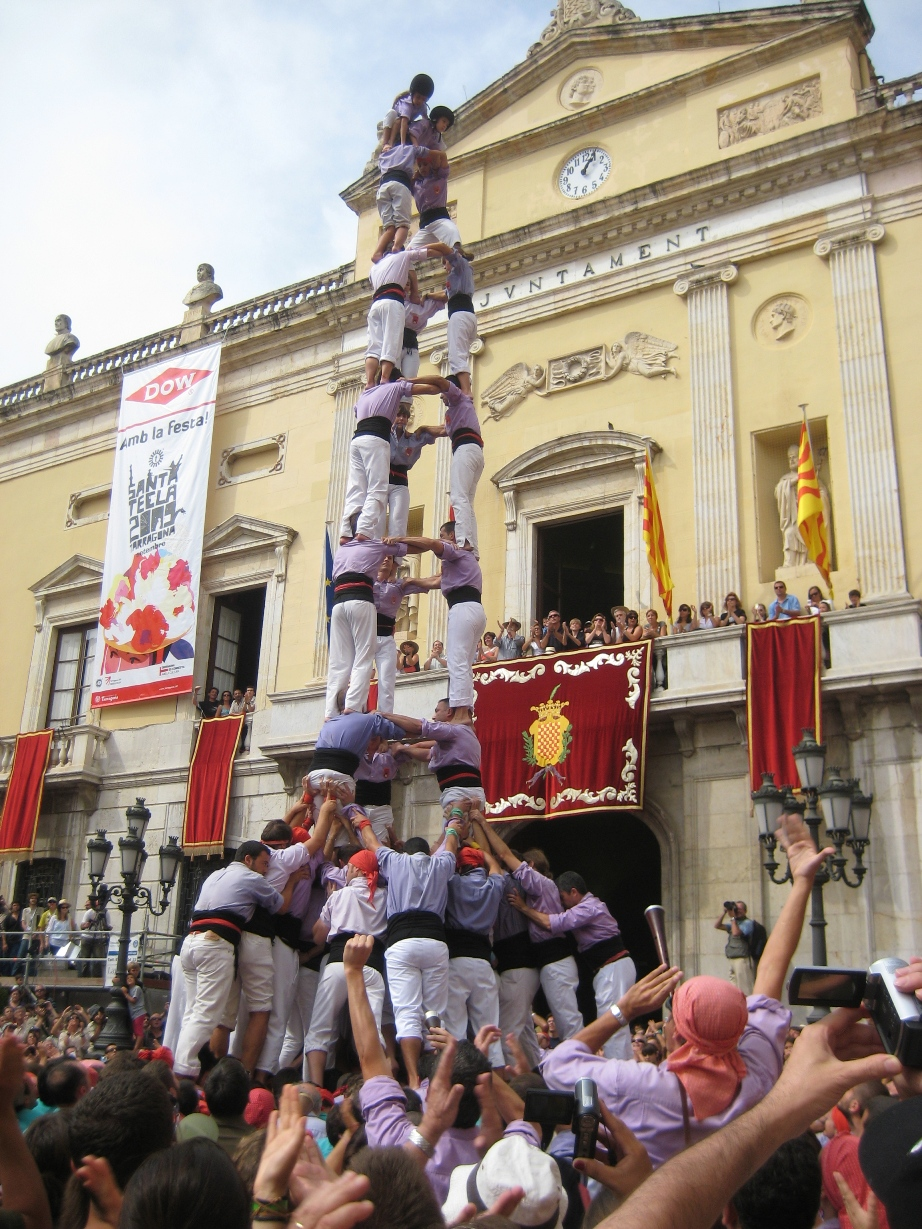
Exhibición castellera durante las fiestas de Santa Tecla

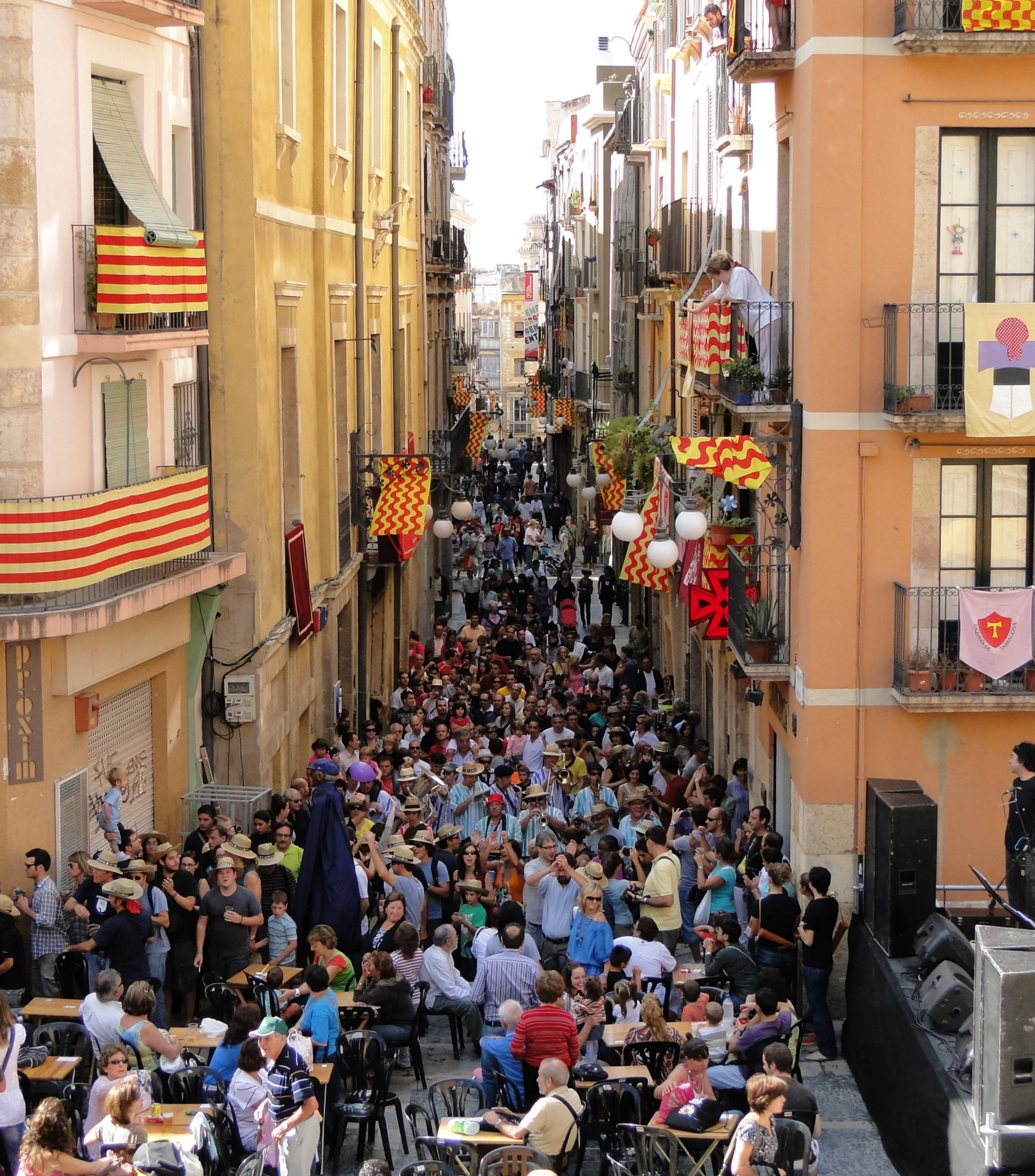
La calle Mayor durante las fiestas de Santa Tecla

La fiesta grande de la ciudad, que se celebra entre el 15 y el 24 de septiembre, está declarada de Fiesta de Interés Turístico Nacional por el Gobierno de España y Fiesta Tradicional de Interés Nacional por la Generalidad de Cataluña. Se realizan más de 500 actividades.
El primer domingo anterior al día 23 se organiza una gran jornada castellera con las mejores agrupaciones del momento. La Jove de Tarragona y los Xiquets de Tarragona están siempre presentes como las dos agrupaciones locales más grandes. Durante esta jornada forman castillos humanos espectaculares, aunque los años que no hay concurso, las agrupaciones no ponen el listón tan alto y suelen reservarse.
El día 19 se celebra la «Santa Tecla pequeña», cuando los niños y niñas salen por las calles de la ciudad recreando en miniatura el cortejo popular. Se trata de un pequeño avance del cortejo festivo principal, un desfile que se hace con figuras, bailes y castells. Este a escala más pequeña.
Otro acto muy destacado, bastante reciente, es la Bajada del Águila, elemento del cortejo festivo, de gran importancia. La madrugada del 21 al 22, los portadores llevan el Águila hasta el ayuntamiento, y así dejarla preparada para sacarla en la cercavil·la. Después de hacerlo durante años, se ha acabado convirtiendo en una tradición, donde apenas cabe una aguja de lo que se llega a llenar la calle para ver este destacado acto festivo. Tanto es así que ahora no solo el Águila está en la fiesta, sino también la Mulassa, el León y los Gigantes, junto con los músicos.
El día 22 por la tarde sale el cortejo desde el ayuntamiento, recorre el Casco Antiguo, la rambla y vuelve al ayuntamiento. El cortejo está compuesto por los correfocs que son los diablos, el de San Roque, el Toro y la Víbria. A estos les sigue el baile de Serrallonga (los Trabucaires), el Águila, la Mulassa, la Cucafera, el León, el Magín de los Timbales, los Gigantes Pequeños («los Gigantes Negritos»), las dos parejas de Gigantes Grandes, los Capgrossos de la ciudad y los bailes. Los bailes son: el de Bastons, el de los Pastorcillos, el de Turcos y Caballitos, el Patatuf, el de Cercolets, otro baile de Bastons, el de Gitanas, el de Valencianos, el de Cossis y el de los Siete Pecados Capitales, así como la representación de la Pasión de Jesucristo, denominada Mogiganga.
Mientras tanto, en el Balcón del Mediterráneo y otros sitios hay conciertos y verbenas y por la noche, en el Campo de Marte, se celebra La Empalmada, pues «se empalma» hasta el día siguiente con música y la Mamadeta, que es la bebida típica de las fiestas de Santa Tecla. Se trata de un granizado de limón y chartreuse.
El día 23, a primera hora de la mañana, se empieza con el Toque de Madrugadas. Grallers de diferentes entidades o por libre, se pasean por las calles de la ciudad, desde antes de que amanezca, tocando la canción de Madrugadas y disfrutando de los desayunos que les ofrecen los tarraconenses. Después de desayunar, el cortejo festivo sale de oficio para anunciar que ya es Santa Tecla, y al mediodía, las cuatro agrupaciones castelleras (los Xiquets de Tarragona, la Colla Jove dels Xiquets de Tarragona, el Xiquets del Serrallo y los Castellers de Sant Pere i Sant Pau) actúan en la plaza de la Fuente, delante del ayuntamiento.
El 23 de septiembre de 2011 fue una gran jornada para los Xiquets de Tarragona que consiguieron hacer la tripleta sin caerse, y para la Colla Jove dels Xiquets de Tarragona, que se proclamó «colla de gama extra», cargando el 5 de 9 amb folre (nueve pisos y cinco personas en cada piso).
Por la tarde vuelve a salir el cortejo popular, incluidas las agrupaciones castelleras, mientras se lleva brazo de Santa Tecla en procesión. Un momento realmente espectacular es alrededor de las 20:00h cuando el brazo de Santa Tecla entra en la catedral, con todos los elementos del cortejo popular actuando a la vez en la misma plaza. Después se bajan las escaleras de la catedral y el cortejo festivo vuelve a la plaza de la Fuente, con otra actuación conjunta. Es la tercera y última salida del cortejo festivo de las fiestas de Santa Tecla. En ese momento se enciende el castillo de fuegos artificiales por parte del ganador del Concurso de Fuegos Artificiales que se celebra en julio.
El día 24 por la mañana se celebra una actuación castellera de las cuatro agrupaciones y, seguidamente, montan unos castells de cuatro pisos que van andando desde la catedral hasta la plaza de la Fuente.
Los Xiquets del Serrallo, consiguieron en 2016 completar el camino sin que el pilar se cayese, sumando 21 años consecutivos sin fallos.
Santa Tecla acaba con un gran correfoc, con los elementos de fuego de toda Cataluña. Normalmente, durante estas fechas, los tarraconenses van a buscar caracoles por la zona del Loreto, para hacer la tradicional espineta con caracoles de Santa Tecla. Es un plato compuesto por atún, caracoles, patata, cebolla, tomate y salsa de romesco, entre otros ingredientes.
Los tarraconenses, por las fiestas de Santa Tecla, dicen:

Santa Tecla,

gloriosa,

mare dels tarragonins.

Què tindrem avui

per dinar?

Espineta amb Caragolins!!

Toca Peròn!!

#### Fiestas de San Magín
La fiesta pequeña de la ciudad, entre el 16 y el 19 de agosto. Durante estas fiestas se traen en carros, toneles de agua de las fuentes del Brufaganya (agua supuestamente bendecida por el santo patrón) hacia la ciudad. El cortejo popular, formado por gigantes, cabezudos, dos balls de bastons, grallers y la Guardia Urbana montada a caballo, recibe los carruajes y los conduce en procesión, ya con la imagen de San Magín en un paso, hasta la ermita del Portal del Carro, dónde acabados los pilares de las cuatro agrupaciones castelleras de la ciudad y la espectacular traca, los tarraconenses pueden beber el agua milagrosa de San Magín.
Durante las fechas de San Magín, la ciudad goza de aspectos festivos, cada vez más abundantes. Uno de los más destacados es la remullada, una verbena que se hace en la plaza del Rey donde el espectáculo musical está acompañado de surtidores gigantes que mojan y riegan la plaza con agua fresca, aliviando el calor pero sobre todo provocando una lluvia de intensa diversión. Los surtidores son una sandía (por el verano, es la fruta que se come), un botijo (por la fiesta de San Magín), una almeja (por estar al lado del mar) y un tren. La remullada se hace la noche del día 18 y dura hasta las 3:00 de la madrugada.
El día 19 por la mañana se celebra una actuación castellera en la plaza de las Coles, donde actúan las cuatro agrupaciones locales.

#### Concurso de castells
Evento bienal, se celebra el primer fin de semana de octubre los años pares. Es el principal certamen de esta tradición catalana.
A principios de agosto, se hace una valoración de la «clasificación castellera» y las mejores agrupaciones son invitadas a actuar en la Tarraco Arena Plaça (antigua plaza de toros) junto a los Xiquets del Serrallo y la Colla Castellera de Sant Pere i Sant Pau, que pese a sus dificultades para igualar a las grandes agrupaciones, son invitadas también por ser de la ciudad, deleitando aun así con sus espectaculares castillos más pequeños pero también más trabajados y más emocionantes.
En 2012, por primera vez se añadió al evento un segundo día de concurso, en el que agrupaciones más pequeñas tuvieron la oportunidad de competir en el concurso de castells de Tarragona, participando en la misma clasificación que las más punteras.
En este evento los castells asumen un carácter competitivo a diferencia de en el resto de actuaciones. Es por eso que en el concurso de castillos se ven construcciones humanas realmente espectaculares. Las últimas seis ediciones han sido ganadas por los Castellers de Vilafranca, marcando así un récord más en el mundo casteller.
El primer domingo de octubre de los años pares, Tarragona se tiñe de colores de las diferentes agrupaciones y se convierte en una ciudad puramente castellera.

#### Semana Santa
La procesión del Santo Entierro es la más emblemática de las que se celebran en Tarragona durante las festividades de Semana Santa. Se celebra el día de Viernes Santo, aunque antiguamente se realizaba el Jueves Santo.
La tarde del Viernes Santo se hace la recogida de los pasos por parte de los armats. Este acto no suele verse en otras ciudades o pueblos y en Tarragona es uno de los eventos más esperados por la mayoría de tarraconenses, ya que es algo muy dinámico y espectacular. Esta reunión empieza hacia las 16:00h. La gente puede acercarse mientras se forma la cola procesional que saldrá sobre las 19:30. Los armats son uno de los elementos más emblemáticos de la Semana Santa de Tarragona. Están documentados desde 1758 y ellos son los que escoltan y recogen los pasos antes de la procesión y encabezan, cuando todos los pasos están en la plaza del Rey, el cortejo. La cohorte está formada por el centurión o Capità Manaies, un tocador de trompeta, 6 tocadores de timbales, que van vestidos con capa blanca, y 32 armats con capa roja, coraza, escudo y lanza.
A principios del año 2011 se hizo público el proyecto de los armats de renovar su vestimenta, diseñándola más vistosa y más realista pero sin perder la estética tradicional de los Armats de Tarragona.
Esta procesión data de 1550, organizada por la Reial i Venerable Congregació de la Puríssima Sang del nostre Senyor Jesucrist, que se creó en 1545 cuando los alpargateros y los esparteros de la ciudad se agremiaron. Su recorrido por las calles del casco antiguo de la población le da una estética espectacular. Intervienen alrededor de unas 5000 personas y 20 pasos, de los que la mitad se cargan a la espalda. La Semana Santa tarraconense fue declarada Fiesta Tradicional de Interés Nacional.

#### Otros acontecimientos
Carnaval
El carnaval de Tarragona se remonta a las fiestas saturnales, lupercales y matronales que celebraban los romanos. El carnaval se continuó celebrando durante todas las épocas de la historia, pese a que fue prohibido en varios momentos, el último de ellos durante la dictadura.
Es característica del carnaval de Tarragona la colocación de la Bóta en la plaza del ayuntamiento, que indica el principio y final (cuando se queman todos los Ninots). Son también características las rúas de Ninots i Reis (con sus respectivos séquitos), las sátiras, los saraus, entre otros muchos elementos. Y al final de la celebración la quema de los Ninots y el desfile mortuorio de los Cremallers i Ploraneres.
Festival Internacional de Dixieland de Tarragona
La semana anterior a la de Pascua: único certamen dedicado a los orígenes del jazz en España y uno de los principales de Europa.
Día de San Jorge
Cada 23 de abril se venden rosas y libros en la parte central de la Rambla Nova. Además, suele ser el inicio de la temporada de Castells de Tarragona, por eso por la tarde de este mismo día, los Castellers de Sant Pere i Sant Pau, los Xiquets del Serrallo, los Xiquets de Tarragona y la Colla Jove Xiquets de Tarragona, actúan en la Rambla Nova, con castillos modestos, conformando el pistoletazo de salida de la temporada.
Tarraco Viva
Celebrado durante las dos últimas semanas de mayo, es un festival cultural internacional dedicado y especializado en la divulgación histórica de la época romana. Con él, la ciudad vuelve a la época clásica con legionarios, gladiadores, artesanía y comida.
Noche de San Juan
El 23 de junio se celebra la noche de San Juan con petardos, correfocs, tracas y baile hasta la madrugada.
Concurso Internacional de Castillos de Fuegos Artificiales de Tarragona
La primera semana completa de julio es el certamen pirotéctico de referencia del Mar Mediterráneo. Los fuegos artificiales se lanzan desde el cabo del Milagro por parte de compañías pirotécnicas de cualquier parte del mundo. Aquellos que hagan las formas, los colores y los efectos más bonitos recibirán más votos por parte del público y aquel que se declare ganador del concurso, tendrá el honor de ser el encargado del castillo de fuegos artificiales que ponga fin a las fiestas de Santa Tecla.

### Deporte
El Club Gimnàstic de Tarragona es un club polideportivo de la ciudad de Tarragona. Es la entidad deportiva más antigua en existencia ininterrumpida de España. Aunque la entidad se fundó en 1886, el club de fútbol no se creó hasta 1914. Su primer equipo de fútbol juega actualmente en la Tercera División de Fútbol de España, en el grupo I de Primera Ref.

#### Juegos Mediterráneos de 2018
Tarragona fue escogida el 15 de octubre de 2011, en la ciudad de Mersin (Turquía), como la sede de los XVIII Juegos Mediterráneos de 2017. Por motivos económicos se retrasó un año y fue disputada entre el 22 de junio y el 1 de julio de 2018 con sede olímpica en el barrio de Campo Claro.
| Predecesor: Mersin | Ciudad Mediterránea 2018 | Sucesor: Orán |

## Ciudades hermanadas
- Alguer, Italia (desde 1972)
- Aviñón, Francia (desde 1968)
- Klagenfurt, Austria (desde 1996)
- Orleans, Francia (desde 1978)
- Pompeya, Italia (desde 2006)
- Stafford, Reino Unido (desde 1992)